# 鹿島アントラーズ
鹿島アントラーズ（かしまアントラーズ、英: Kashima Antlers）は、日本の茨城県鹿嶋市、神栖市、潮来市、行方市、鉾田市をホームタウンとする、日本プロサッカーリーグ（Jリーグ）に加盟するプロサッカークラブ。Jリーグ創設当初からのチーム、オリジナル10の1つ。

## 概要
1947年に創設された住友金属工業蹴球団が前身。Jリーグ加盟時の1991年10月に、地元5町村（茨城県鹿島郡鹿島町・神栖町・波崎町・大野村、行方郡潮来町）と43企業の出資により運営法人「株式会社鹿島アントラーズ・エフ・シー」が設立され、現クラブ名に改称。ホームタウンは設立当時の5町が合併して設立した鹿嶋市（旧・鹿島町および大野村）、神栖市（旧・神栖町および波崎町）、潮来市（旧・潮来町および牛堀町）に加え、2006年からは行方市、鉾田市が追加され、鹿行地域全域がホームタウンとなった。なお、Jリーグ発足当時、ホームタウンは原則として1チーム1市区町村だったが、鹿島に限り特例で周辺市町村との広域ホームタウンが認められた（現在は広域ホームタウンに関する制限はなく、複数の市町村ないし都道府県全域としたチームが複数ある）。
ホームスタジアムは茨城県立カシマサッカースタジアム、練習場は鹿島アントラーズクラブハウスグラウンドである。
チーム名の「アントラー（antler）」は英語で「鹿の枝角」を意味し、鹿島神宮の神鹿にちなみ、枝角は茨城県の茨をイメージしている。その鋭い枝角で勇猛果敢に立ち向かい勝利を目指すという意味も込められている。チーム発足時からクラブのアイデンティティとして「FOOTBALL DREAM」を常に掲げている。クラブマスコットは鹿をモチーフにした「しかお」と、1997年3月2日に「しかお」と結婚したという設定の「しかこ」、1999年8月1日にしかおとしかこの間に誕生したという設定の「アントン」である。
国内三大タイトルであるJ1リーグ（優勝8回）、Jリーグカップ（優勝6回）、天皇杯 JFA 全日本サッカー選手権大会（優勝5回）の優勝回数はいずれもJリーグ発足以後、Jクラブの中で最多で、三大タイトルの累計で19冠を誇る。また、国内三冠（同年度内に国内三大タイトルを全て優勝）した初のクラブであり、J1リーグ三連覇を果たした唯一のクラブでもある。さらに、2018年のAFCチャンピオンズリーグ優勝も合わせて主要タイトル20冠、その他タイトルと合わせて合計35冠とカウントすることもある。
2016年のFIFAクラブワールドカップにおいて、準優勝を果たした。現行体制（32チーム参加）前では決勝に進出した初のアジアのクラブチームで、日本のクラブチームでは唯一である。
1993年のJリーグ発足から一度も降格経験がないクラブは、鹿島アントラーズと横浜F・マリノスだけである。またリーグ戦の最終順位においても、二桁順位になったのは2012年の11位のみであり、他の年は全て一桁順位でシーズンを終えている。

## 歴史

### 住友金属時代
1947年創部の住友金属蹴球同好会（1956年に住友金属工業蹴球団へ改称）が前身となり、1973年に日本サッカーリーグ（JSL）2部、1985年にJSL1部へ昇格した。なお、1975年に大阪市から鹿島製鉄所のある茨城県鹿島町（現・鹿嶋市）に本拠地を移転した。
1989年にプロサッカーリーグ設立が具体化したのを受けて、1990年に住友金属工業（現・日本製鉄）の「2000年ビジョン」の指針が発端となって、鹿島町長を含めた7名が当時JSL2部に所属していた住友金属工業蹴球団のプロリーグ参加を協会に要望した。これを受けて住友金属はプロリーグへの参加を申請するが、当時の住金蹴球団は日本サッカーリーグ (JSL) 2部所属であり、設立準備メンバーの一人であった川淵三郎が「住友金属さんが加盟できる確率はほとんどゼロなのです。99.9999％無理ですよ」と述べるほど参入の可能性は低かった。しかし、川淵の（住金の参加を諦めさせる最後の手段であった）「観客席に屋根の付いた1万5000人収容のサッカー専用競技場を建設できるなら考えましょう」の発言 を受けて茨城県が県立カシマサッカースタジアムの建設を決定。これが逆転打となって初年度からのJリーグ加盟が承認された。

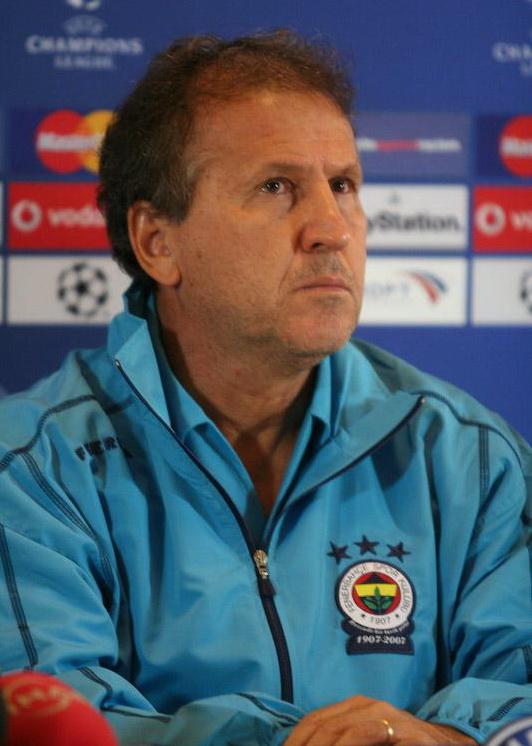
ジーコ

1991年、ブラジル代表で主将を務めたジーコが加入（川淵三郎によると、「当初、紹介した古河電工（現：ジェフユナイテッド市原・千葉）にそのまま加入してもらおうと思っていたが、当の古河電工はジーコ入団に難色を示し、その後断りをいれた。そのため、新たに住友金属を紹介したところ、住友金属のアピールもあって、ジーコの入団が実現した」と話している）。
Jリーグ発足に伴い、クラブ名を「鹿島アントラーズ」に変更。
1992年
Jリーグ最初の公式戦、1992年のJリーグカップではカシマスタジアム建設中であったため、鹿島主管試合を笠松運動公園陸上競技場を主として国立霞ヶ丘競技場陸上競技場、京都市西京極総合運動公園陸上競技場兼球技場（西京極での試合はG大阪が相手であった）で行った。サントスらを獲得し、Jリーグカップでは準決勝に進出した。

### 1990年代

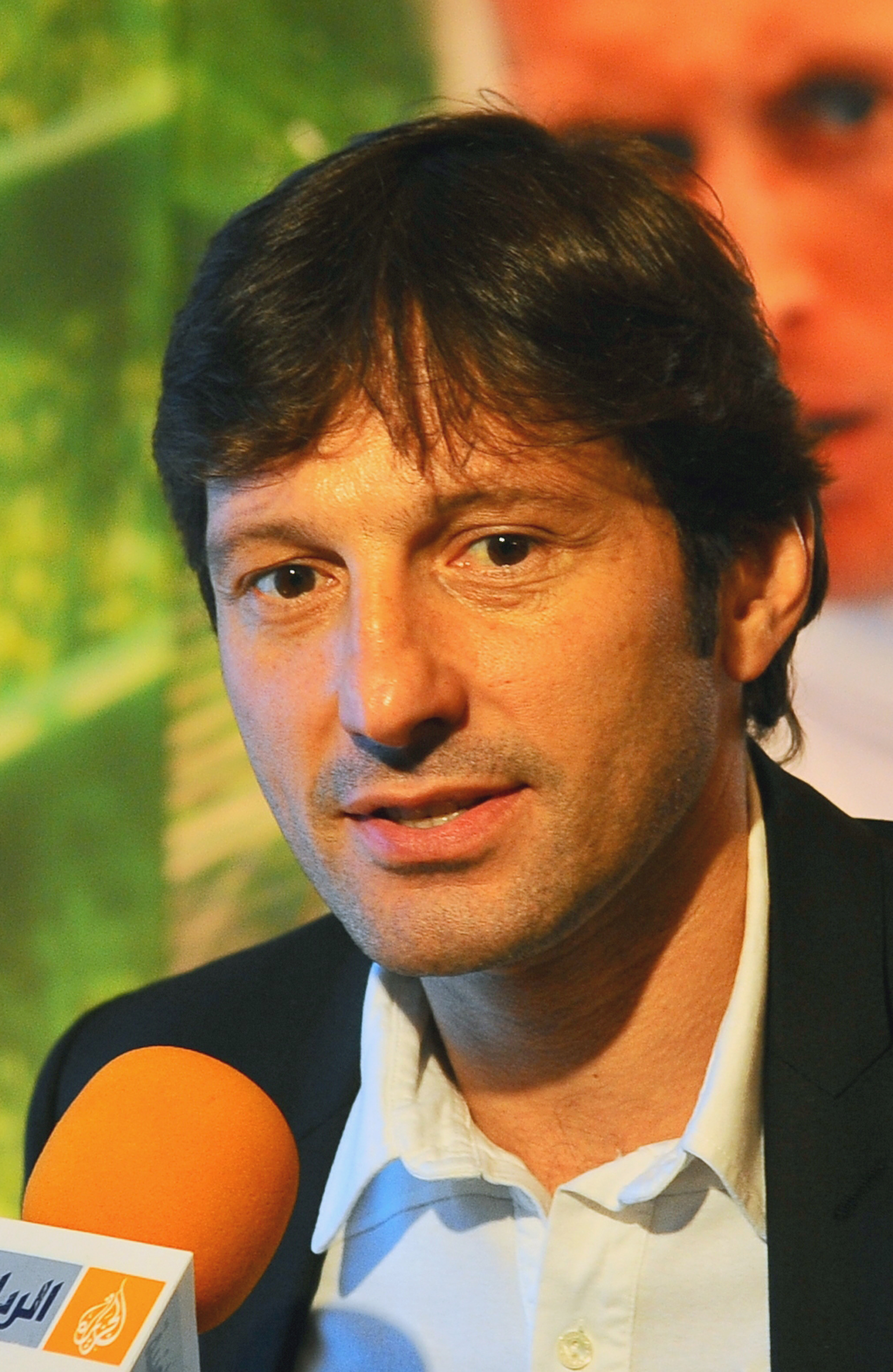
レオナルド

| 1993年 1stステージ第1節 長谷川 アルシンド ジーコ 石井 サントス 本田 賀谷 奥野 大野 秋田 古川昌明 |

1993年
初代監督に本田技研工業前監督の宮本征勝が就任。長谷川祥之や本田泰人など本田技研工業の選手、ジーコ、アルシンドなどブラジル人選手を中心に補強。旧本田勢に加えて大卒新人の秋田豊がレギュラーを獲得した。
5月16日の開幕戦はカシマサッカースタジアムに名古屋を迎えたホームゲームで「ジーコとゲーリー・リネカーの対決」が注目されたが、ジーコのハットトリックとアルシンドの2得点で5-0で圧勝。開幕シリーズである1993年1stステージを制覇した。天皇杯では決勝に進出したが、元旦の横浜フリューゲルス戦では怪我でジーコを欠いたこともあり、延長戦で敗れて準優勝に終わる。同月に国立霞ヶ丘競技場陸上競技場で行われたJリーグチャンピオンシップでV川崎に1分1敗と通算成績で敗れ、初代年間王者は獲得できなかった。第2戦ではジーコが三浦知良のPKの際にボールへつばを吐く非紳士的行為でこの日2枚目の警告で退場となった。それでも、JSL2部のチームを母体に参戦した唯一のJリーグクラブながら、開幕戦の圧勝から1stステージ優勝に至る快進撃によって、鹿島町は「サッカーの町」として全国的に認知され、周辺人口の少なさから低調な観客動員が危惧されていたカシマサッカースタジアムは毎試合超満員となり、チケット入手が非常に困難なスタジアムとして知られるようになった。
1994年
宮本体制2年目。リーグ戦のサントリーシリーズ（1stステージ）終了後にジーコが現役を引退したが、その後もテクニカル・アドバイザーとしてチームに関わり、また実兄のエドゥーがヘッドコーチとして加入し、2ndステージからゼネラルマネージャーに転出した宮本の後任監督として指揮を執った。また、2ndステージから1994 FIFAワールドカップにブラジル代表として出場したレオナルドが加入。この年のリーグ戦でアルシンドが、鹿島でシーズン最多の28得点を記録したが、契約でフロントと揉めたことでシーズン終了後に退団した。天皇杯は1回戦でJFLの東京ガスに敗れ、初戦敗退を喫している。
1995年
エドゥー体制2年目。ジョルジーニョが加入。前年加入のレオナルドなど彼らの活躍で鹿島は強豪としての地位を築いていった。これ以後も鹿島にはジーコの人脈を生かしブラジル代表経験のあるモーゼル、マジーニョが加入、サントスが1stステージ終了後に退団した。リーグ戦は年間順位が7位、天皇杯はベスト4で終え、監督のエドゥーが退任した。
1996年
ジョアン・カルロスが監督に就任。レオナルドが7月に退団したが、代役としてロドリゴを獲得した。1シーズン制で行われたリーグ戦で初優勝を果たす。しかし、サントリーカップ決勝では名古屋に敗れた。
1997年
ジョアン・カルロス体制2年目。V川崎からビスマルク、平塚から名良橋晃を獲得。ゼロックス・スーパーカップで初優勝を果たした。リーグ戦は1stステージで優勝し、年間勝点一位。サントリー・チャンピオンシップは2ndステージ優勝の磐田に2連敗でタイトルはならなかった。しかし、ナビスコカップと天皇杯をいずれも初制覇した。J1の年間勝点一位、リーグカップ優勝、天皇杯優勝をリーグ史上初めて同年達成した。
1998年
チームスローガン：CHALLENGE
ジョアン・カルロス体制3年目。スーパーカップで2年連続優勝果たす。1stステージ中断中にジョアン・カルロスとジョルジーニョが意見の食い違いで衝突、ジョアン・カルロスが監督を辞任し、残り試合を関塚隆が監督代行を務めた。
2ndステージ開始前にゼ・マリオが監督に就任。9月23日に長谷川が清水戦で、クラブ初の在籍通算100得点目を達成。チャンピオンシップは磐田を下して、2度目のリーグ年間優勝を果たした。シーズン終了後にジョルジーニョが退団した。この年のリーグ戦で柳沢敦が、クラブでの日本人シーズン最多の22得点を記録。2ndステージ第5節の福岡戦から翌1999年第3節広島戦まで16連勝した。また、同年のフランスW杯日本代表に鹿島から秋田豊、名良橋晃、相馬直樹の3人が選出された。
1999年
チームスローガン：NEXT
ゼ・マリオ体制2年目。2002 FIFAワールドカップ開催へ向けたカシマサッカースタジアムの改修工事が始まり、リーグ戦1stステージの主催試合は国立霞ヶ丘競技場陸上競技場で開催。1998–99年シーズンのアジアカップウィナーズカップで3位に入賞。ただし、この年はゼロックス・スーパーカップで3連覇を達成したに留まった。シーズン途中で監督のゼ・マリオを解任し、2ndステージ途中からジーコが総監督として指揮を執った。なお、9月23日の市原戦で、Jリーグクラブ最速のリーグ戦通算500得点を達成した。

### 2000年代

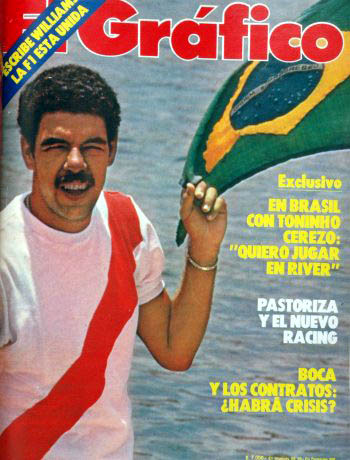
2000年から2005年までの監督就任期間でJ1リーグ2回、Jリーグカップ2回、天皇杯1回のチームの黄金期を支えたトニーニョ・セレーゾ。

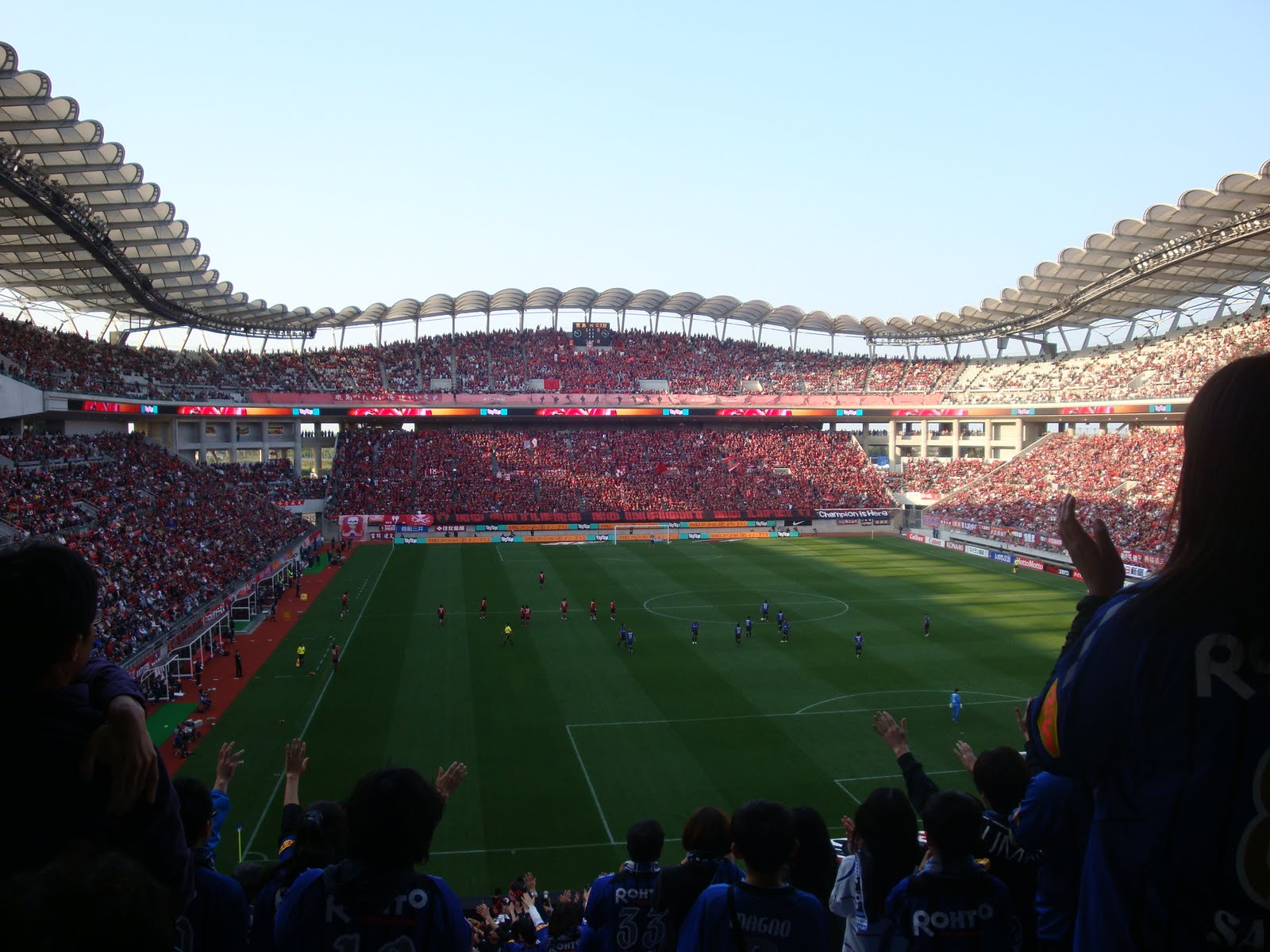
2010年5月1日 J1第9節 G大阪戦

2000年
チームスローガン：Glory Again - 原点からの挑戦 -

ジーコと共に「黄金のカルテット」をブラジル代表で構成したトニーニョ・セレーゾが監督に就任。この年はプロ3年目の小笠原に中田、本山らが成長したのに加え、平瀬や柳沢、本山がアンダーやAの代表招集で不在になるのを見越してシーズン前にレンタルで川崎に放出した鈴木隆行を急遽呼び戻すと鈴木はナビスコカップのニューヒーロー賞も受賞。1stステージは8位に甘んじたものの、2ndステージでは第7節のC大阪戦でVゴール負けにとどめて2ndステージを制し、Jリーグ、ナビスコカップ、天皇杯を制覇し、Jリーグ発足以来初の三冠を達成した。
2001年
チームスローガン：- 勝利主義 Antlersism - FOR NEXT 10 YEARS
セレーゾ体制2年目。2000年シーズンの三冠達成を称えて茨城県から県民栄誉賞を受賞。リーグ戦の1stステージは長期離脱した相馬の穴を埋められず11位と低迷したが、2ndステージはその弱点を埋めるために加入したアウグストなどの活躍で優勝。チャンピオンシップで磐田を破り、リーグ連覇を果たす。
2002年
チームスローガン：- 進化 Antlersism - STAIRWAY TO THE WORLD
セレーゾ体制3年目。リーグ戦は絶好調の磐田を止められず3連覇を逃したが、ナビスコカップは決勝で浦和を下し優勝。なお、2002 FIFAワールドカップで日本代表に秋田豊、鈴木隆行、柳沢敦、中田浩二、小笠原満男、曽ヶ端準の6人（クラブ別では最多）が選出された。鈴木は初戦のベルギー戦でゴールを決め、鹿島所属として初のW杯得点者となった。大会終了後にはジーコが日本代表監督に就任し、テクニカルディレクターを辞任した。また、鈴木はベルギー1部・KRCヘンクへ移籍した。
5月7日、初代監督を務めていた宮本が逝去。
2003年
チームスローガン：OVER'03 - カシマからアジア、そして世界へ -
セレーゾ体制4年目。A3チャンピオンズカップ初代王者となった。柳沢がイタリア1部・UCサンプドリアへ期限付きで移籍（2005年にFCメッシーナへ完全移籍）した。ナビスコカップは2年連続で決勝に進出するも浦和に敗れ、連覇はならなかった。
2004年
チームスローガン：FOOTBALL DREAM 2004 - 奪冠10 -
セレーゾ体制5年目。リーグ戦は1stステージ5位、2ndステージ4位に終わった。ナビスコカップと天皇杯ともにベスト8で敗退し、タイトルを獲得出来ずにシーズンを終える。
2005年
チームスローガン：FOOTBALL DREAM 2005 - 反撃宣言 -
セレーゾ体制6年目。J1が9年ぶりに1ステージ制に移行したリーグ戦は開幕ダッシュに成功。一時は2位に勝点差10以上をつけたが、中盤に入るとG大阪や浦和、千葉、C大阪に追いつかれ、優勝の可能性が残っていた最終節では勝利したものの、結局3位でシーズンを終えた。中田がフランス1部・オリンピック・マルセイユに移籍。シーズンの終了後、6年に渡り監督を務めたセレーゾが勇退した。
2006年
チームスローガン：FOOTBALL DREAM 2006 - 一新制覇 -
サンパウロFC元監督のパウロ・アウトゥオリが監督に就任。リーグ戦は柳沢敦の復帰、高卒新人のサイドバック内田篤人の活躍などがあったが、シーズン途中に大黒柱だった小笠原満男がFCメッシーナ（イタリア）へ翌年6月までの期限付きで移籍などにより成績は6位。一方でナビスコカップでは3年ぶりに決勝に進出したが、千葉に敗れた。天皇杯は準決勝で浦和に敗れた。結局、パウロ・アウトゥオリは1年で監督を退任した。なお、2006 FIFAワールドカップの日本代表には小笠原満男と柳沢敦が選出された。
2007年
チームスローガン：FOOTBALL DREAM'07 - 魂 Spirits -
SCコリンチャンス・パウリスタやサンパウロFCなどで監督を歴任したオズワルド・オリヴェイラが監督に就任。清水からマルキーニョス、塩釜FCユースから遠藤康を獲得。リーグ戦では、小笠原に代わり司令塔に指名された野沢拓也が開幕直前のプレシーズンマッチで負傷。開幕から5試合勝ち星がなかったが、野沢が復帰後は徐々に成績が上昇。リーグ中断からの後半戦はレンタル移籍から小笠原が復帰し、終盤に延長戦が廃止された2003年以降では新記録となる9連勝など14勝2敗の快進撃で6年ぶり5回目のリーグ優勝を果たし、同時にクラブの悲願だった「10冠」を達成した。最終節まで1度も首位に立たなかったチームが最終節で逆転優勝したのも、その年のA代表の試合に、1人も出場していないチームが優勝するのはいずれもJリーグ史上初めてである。また、アウェイの浦和戦でリーグ史上最速となるリーグ通算300勝を達成。
なお、FIFAクラブワールドカップ2007に本来であれば「開催国枠」として出場する予定だったが、AFCチャンピオンズリーグ2007で浦和が優勝し、大会規定「1カ国2チーム以上出場出来ない」規定によりこの大会への出場は出来なかった。
ナビスコカップは、準決勝でG大阪に1勝1敗ながらアウェーゴール数の差で敗退。
天皇杯は、J2降格が決まっている広島との決勝で勝利し、2度目となるリーグ戦との2冠を達成した。
1月9日、鹿嶋市から11冠達成を称え特別功労賞が贈られ、2月1日には茨城県から県民栄誉賞（2000年度以来2度目）を授与された。
7月29日には前年に引退した本田泰人の引退試合が、1993年のJリーグチャンピオンシップの出場メンバーを中心にした「鹿島アントラーズ1993対ヴェルディ1993」としてカシマサッカースタジアムで開催された。
2008年
チームスローガン：FOOTBALL DREAM 2008 - DESAFIO 挑戦 -
オリヴェイラ体制2年目。富士ゼロックス・スーパーカップは広島と対戦し、2点をリードするも終了間際に追いつかれ、PK戦の末に敗れた。リーグ戦は、1シーズン制導入後初めてとなるJリーグ2連覇を達成。この年のリーグ戦でマルキーニョスが、21得点でクラブ史上初のJリーグ得点王を獲得。
AFCチャンピオンズリーグ2008では、日本のクラブチームでACLグループリーグ最多得点となる6戦合計28得点をあげてクラブ初の決勝トーナメント進出を決めたが、9月20日の柏戦で小笠原が左膝の半月板と前十字靭帯を共に損傷する全治半年の大怪我を負いその後全休。主将を失ったチームはベスト8で敗退した。
なおリーグ戦で2連覇を果たすが、ACLにおいてG大阪が優勝した為、不運にも2007年と同様に大会規定の関係でFIFAクラブワールドカップ2008出場は出来なかった。
2009年
チームスローガン：FOOTBALL DREAM 2009 - PROGRESSO 飛躍 -
オリヴェイラ体制3年目。鹿児島城西高校から大迫勇也、外国籍選手枠のほかに導入されたアジア枠で、韓国人のパク・チュホを水戸から獲得した。
2月1日には、クラブへ貢献した選手などに対する殿堂として第1回アントラーズ功労賞が発表され、功労賞受賞者の1人でもある秋田豊の引退試合が行われた。同月28日に富士ゼロックス・スーパーカップでG大阪に勝利し、10年ぶり4回目の優勝を果たした。
リーグ戦では3連覇への好スタートを切り、4月29日に行われた第8節の神戸戦から延期分となった10節の名古屋戦まで8連勝を達成。夏場から秋口にかけて5連敗を喫するも、Jリーグ史上初の3連覇を達成した。なおチームは51得点だった為、2013年の広島と共に2005年にJリーグが1シーズン制になってから最少ゴール数での優勝チームとなった。
AFCチャンピオンズリーグ2009は2年連続決勝トーナメント進出を決めたが、ラウンド16で韓国のFCソウルにPK戦の末敗れ、ベスト16で敗退。

### 2010年代

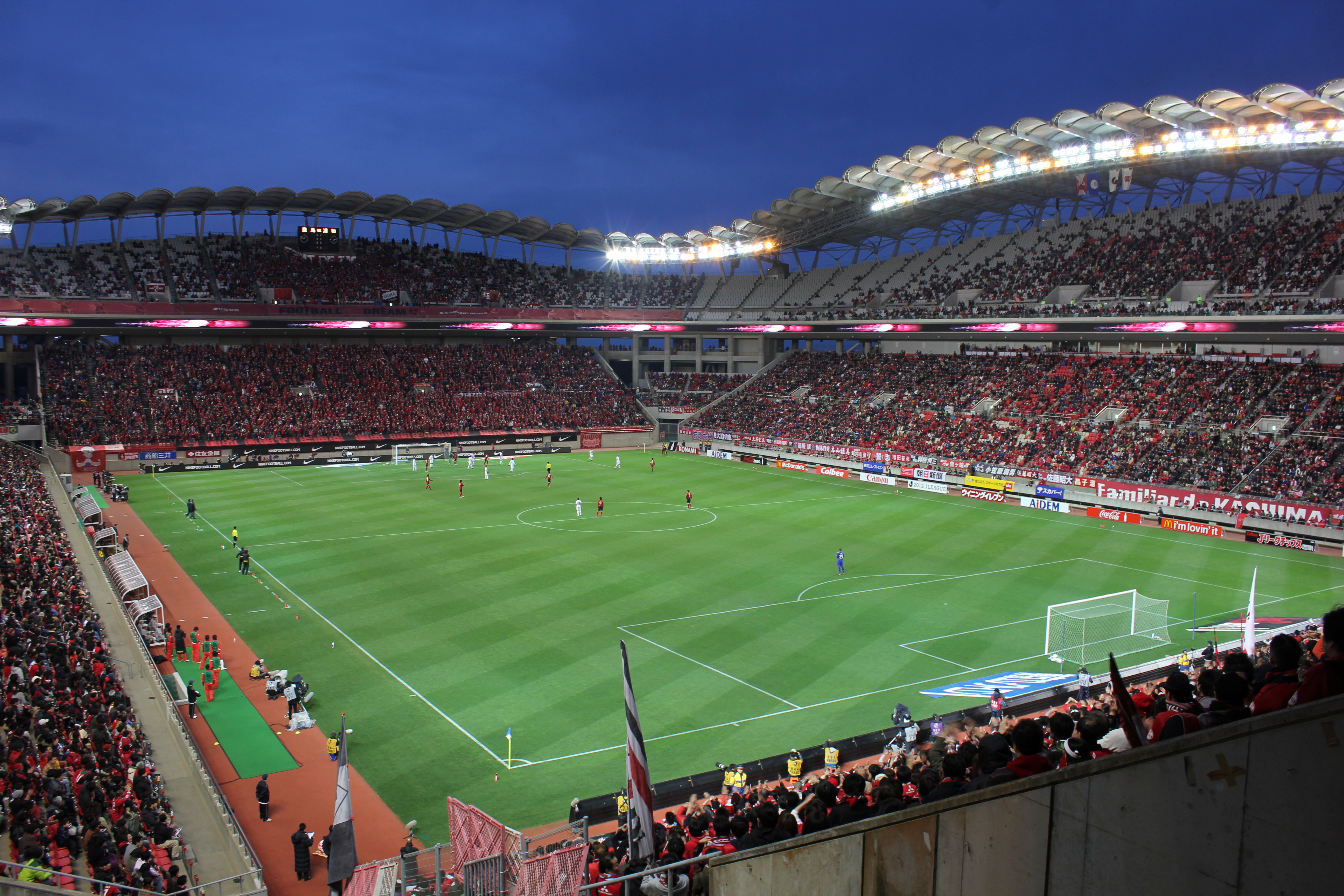
2012年4月7日 J1第5節 浦和戦

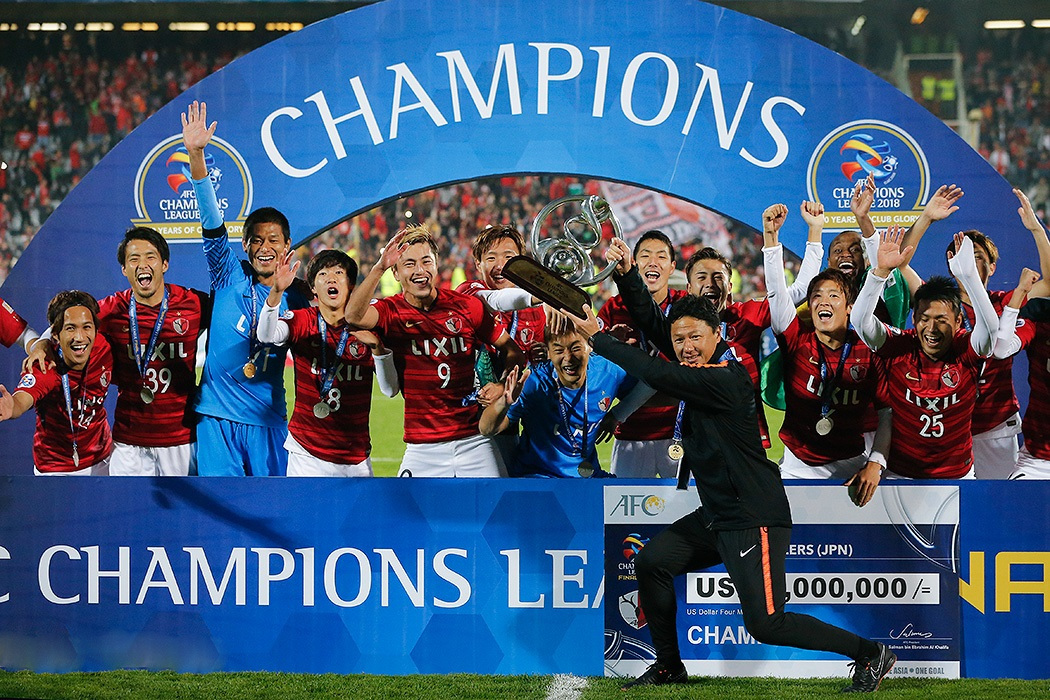
AFCチャンピオンズリーグ2018にて悲願のアジア制覇を成し遂げた。

2010年
チームスローガン：FOOTBALL DREAM 2010 - Evolucao 新化 -
オリヴェイラ体制4年目。広島から佐藤昭大、元新潟のジウトンをポルト・アレグレFCからレンタル移籍で、京都からイ・ジョンス、ブラジル2部・ポルトゥゲーザからフェリペ・ガブリエルを完全移籍で獲得。ユースから八木直生が昇格、レンタル移籍で移籍していた鈴木修人（湘南）、船山祐二（C大阪）が復帰した。
2月27日、富士ゼロックス・スーパーカップは2年連続でG大阪と対戦し、PK戦による勝利で5度目の優勝と、同大会史上初の同一クラブ2度目の連覇を果たした。
リーグ戦は、失点数や敗戦はリーグで最少、51得点31失点は3連覇を果たした昨年とほぼ同じで敗戦は昨年の8から6に減らしたものの、降格したFC東京と共にリーグ2位タイの引き分けが12で内田が移籍してからは9分けと後半戦は勝ち切れない試合の多さが響き8月7日に行われた第17節清水戦で敗れて以降は1度も首位に返り咲く事はなくリーグ4連覇を逃しただけではなく、ACLの出場権に当たる3位以内にも入れず4位転落で終了した。
6月に行われた2010 FIFAワールドカップの日本代表に内田と岩政大樹、韓国代表にイ・ジョンスが選出され、イ・ジョンスは本大会で2得点を記録。7月には、内田がドイツ1部・シャルケ04、イ・ジョンスがカタール1部・アル・サッドに移籍した。
AFCチャンピオンズリーグ2010は3年連続の決勝トーナメント進出を日本サッカー界史上初の全勝でのグループステージ突破を果たすも、ラウンド16で前回王者の浦項スティーラースに敗れ、2年連続ベスト16での敗退となった。
天皇杯は決勝で清水を破り、3大会ぶり4度目の優勝。これによりACL出場権を獲得した。
またこのシーズンをもって大岩剛が現役を引退した。さらに、笠井健太、ジウトンと契約を結ばず、マルキーニョスが仙台、船山祐二が山形、大道広幸が岡山へ完全移籍、川俣慎一郎が仙台、川島大地が山形、宮崎智彦が横浜FC、鈴木修人が栃木、佐々木竜太が湘南へレンタル移籍となった。
2011年
チームスローガン：FOOTBALL DREAM NEXT
クラブは創立20周年を迎えた。オリヴェイラ体制5年目。青森山田高校から柴崎岳、米子北高校から昌子源、関西大学第一高校から梅鉢貴秀を獲得。鹿島ユースから土居聖真が昇格。札幌から西大伍、ポルトガル1部・UDレイリアからカルロン、千葉からアレックス、清水から本田拓也を完全移籍で、山形にレンタル移籍していた田代有三、増田誓志が復帰、レンタル移籍だった佐藤昭大が完全移籍、クラブ初となるアマチュアからの選手でブラジルのCFZ・ド・リオからアルシンドの息子・イゴールをC契約で獲得した。
2月26日の富士ゼロックス・スーパーカップで名古屋と対戦。PK戦の末敗れ、同大会2度目の3連覇とはならなかった。
リーグ戦は序盤で苦戦し、その後は8月を無敗で乗り切るなど5位へ浮上したが、6位に終わる。
また3月11日に発生した東日本大震災により被災し、スタジアムやクラブハウスなどの施設が大きく損壊したため、3月15日から27日までチームの活動を休止していた。その後、東日本大震災復興支援として水戸ホーリーホックや茨城県サッカー協会と共同で「WITH HOPEプロジェクト」を立ち上げ、茨城県の復興支援活動を開始。6月4日にはカシマサッカースタジアムで「震災復興チャリティーイベント SMILE AGAIN〜YELL FROM KASHIMA〜」が開催された。
7月には伊野波雅彦がクロアチア1部・HNKハイドゥク・スプリトに完全移籍、カルロンがスイス1部・ヌーシャテル・ザマックスにレンタル移籍（その後ポルトガル1部・SCブラガへレンタル移籍）したが、ブラジル1部・フルミネンセFCからタルタをレンタル移籍で獲得した。
4年連続で出場となったAFCチャンピオンズリーグ2011は、グループリーグ無敗で3年連続ラウンド16進出をするも、またもFCソウルに敗れ、3年連続ベスト16での敗退となった。
ナビスコカップでは7度目の決勝進出。浦和に延長で勝利し、9年ぶり4度目の優勝。
天皇杯は4回戦でJ2の京都に敗れ、ベスト16での敗退となった。
オズワルド・オリヴェイラが監督を退任、コーチの奥野僚右も退団した（後に山形の監督に就任）。杉山哲が札幌、當間建文、鈴木修人が栃木SC、小谷野顕治が新潟、田代有三、野沢拓也が神戸、フェリペ・ガブリエルがブラジル1部・ボタフォゴFRへ完全移籍、レンタル移籍で加入していたタルタがブラジル2部・ECヴィトーリア、横浜FCにレンタル移籍していた宮崎智彦が磐田へレンタル移籍、イゴールが退団した。
2012年

チームスローガン：SMILE AGAIN with PRIDE
新監督にジョルジーニョが就任。補強として川崎からジュニーニョ、福岡から岡本英也を完全移籍で、さらに流通経済大学から山村和也、静岡学園高校から伊東幸敏を獲得。レンタル移籍していた川俣慎一郎（仙台）、佐々木竜太（湘南）が復帰し、鹿島ユースからは鈴木隆雅、中川義貴、宮内龍汰が昇格した。シーズン途中には京都からドゥトラが完全移籍で、中国1部の広州恒大足球倶楽部からレナトがレンタル移籍で加入。7月にはアレックスが徳島、佐々木竜太が栃木へレンタル移籍した。
曽ヶ端準が3月31日のJ1第4節・横浜FM戦で、クラブ通算最多出場となる475試合、クラブ史上初の同通算500試合を8月25日のリーグ・新潟戦で達成。
スルガ銀行チャンピオンシップでは、チリ1部のクルブ・ウニベルシダ・デ・チレをPK戦で下し、初優勝を飾った。
ヤマザキナビスコカップでは、8度目の決勝で清水を延長戦で下し、クラブ史上初の同大会連覇を達成。
リーグ戦は、開幕から5試合で1分4敗と未勝利のままで、第2節から第5節までは最下位となるなどスタートダッシュに失敗。この時開幕3試合連続完封負けを喫し第4節まで無得点であった。その後も第13節終了後に10位となったのが最高順位と、一度も一桁順位に浮上しないままJリーグ発足後史上初の二桁順位となる最終順位11位でシーズンを終える（J1が18クラブ制となった2005年以降ではクラブ史上ワースト順位）。
天皇杯は準決勝でJ2降格が決まっているG大阪に敗れ、ベスト4で敗退となった。
ジョルジーニョが監督を退任し、新井場徹がC大阪、興梠慎三が浦和、岡本英也が新潟、増田誓志が韓国1部の蔚山現代FC、ドゥトラがベルギー1部のスポルティング・ロケレンへ完全移籍し、磐田にレンタル移籍していた宮崎智彦、徳島にレンタル移籍していたアレックスもそれぞれ完全移籍した。さらに広州恒大足球倶楽部からレンタル移籍で加入したレナト、栃木へレンタル移籍していた佐々木竜太とは契約を更新しなかった。
2013年
チームスローガン：RENASCIMENTO - 誇りを胸に -
監督には2000年から2005年まで指揮を執ったトニーニョ・セレーゾが再び就任。補強として愛媛から前野貴徳、京都から中村充孝、カタールのウム・サラルからダヴィを完全移籍で、さらに大津高校から植田直通、豊川雄太を獲得。山形にレンタル移籍していた川島大地、神戸に完全移籍していた野沢拓也が復帰した。また、4月には筑波大学の赤﨑秀平をクラブ初となる特別指定選手で登録した。なお、7月には鈴木隆雅が千葉へ期限付き移籍、本田拓也が清水へ完全移籍、8月末で八木直生が現役引退した。
リーグ戦は、シーズンでの連敗はなかったものの、序盤から夏場にかけてアウェイ戦7連敗を喫し、DF陣のテコ入れを行ったが、失点が続き、5位で終える。なお、4月6日の第5節・C大阪戦で、セレーゾがJリーグ発足後1クラブのみでの達成は史上初のリーグ戦通算100勝を達成。また、5月6日の第10節湘南戦で、歴代監督体制初の公式戦通算150勝を達成した。
ヤマザキナビスコカップは準々決勝で横浜FMに敗れ、3連覇を逃した。
天皇杯は4回戦で広島に敗れ、ベスト16で敗退した。また、9月7日の2回戦でのソニー仙台戦で、歴代監督体制初の公式戦通算500得点を達成。
スルガ銀行チャンピオンシップでは、2006年に鹿島の監督を務めたパウロ・アウトゥオリ率いるブラジルのサンパウロFCを下し、同大会と日本クラブチーム史上初の国際大会での連覇を達成した。
この年を以て、ジュニーニョが契約満了、岩政大樹がタイ1部・BECテロ・サーサナFC、大迫勇也がドイツ2部・TSV1860ミュンヘン、川島大地が北九州へ完全移籍、千葉にレンタル移籍していた鈴木隆雅が栃木へレンタル移籍した。
2014年
チームスローガン：SPECTACLE - 戦 -
セレーゾ体制2年目。磐田から山本脩斗、ポルトガル1部・SCブラガからルイス・アルベルトが完全移籍で、筑波大学から赤崎秀平、帝京大学可児高校から杉本太郎、千葉国際高校からC契約でカイオが加入した。鹿島ユースからは小泉勇人が昇格した。また、千葉からジャイールを3月から7月までの期限付き移籍 で獲得し、8月にはブラジル1部・ボタフォゴFRから元柏のジョルジ・ワグネルを完全移籍で獲得した。なお、1月末に中川義貴 が現役引退、8月に野沢拓也が仙台へ完全移籍した。
4月15日、カシマスタジアムの開場以来スタジアムDJを務めてきたダニー石尾が逝去。4月19日に追悼セレモニー を、さらに6月1日にはお別れの会 が両日とも同スタジアムで行われた。また、6月1日に、アントラーズ功労賞の贈呈 も行った。
リーグ戦は、スタートダッシュに成功したものの、序盤のホーム3連敗以降は調子を落としたが、それでも3位で終え、4年ぶり6回目のACL出場を決めた。なお、本山雅志が7月27日の第17節浦和戦で、クラブ通算500試合を在籍最長の17シーズン目で達成。また、8月9日の第19節名古屋戦での山本脩斗の得点で、クラブ公式戦通算100人目を達成。さらに、9月27日の第26節徳島戦でカイオが、クラブの高卒初年度リーグ戦最多得点となる6得点、赤崎秀平が11月29日の第33節C大阪戦で、クラブの大卒初年度リーグ戦最多得点となる5得点を更新した。
ヤマザキナビスコカップは9年ぶりに予選リーグで敗退、天皇杯はソニー仙台にPK戦で敗れ、1994年大会以来の初戦敗退となった。
なお、このシーズンをもって中田浩二が現役引退、ルイス・アルベルト、宮内龍汰が契約満了、ジョルジ・ワグネルがECヴィトーリア、前野貴徳が新潟に完全移籍となった。なお1998年のフランス大会以降毎回チームからは日本代表がワールドカップメンバーに選出されたが、大迫が2013年のオフに1860ミュンヘンに移籍した為、チーム史上初めてワールドカップメンバーが誰一人選ばれなかった。
2015年
チームスローガン：RISE TO THE CHALLENGE - 覚悟 -
セレーゾ体制3年目。補強として徳島から高崎寛之、広島からファン・ソッコを完全移籍で、ポルトガル2部・ポルティモネンセSCから金崎夢生を期限付き移籍で、大阪桐蔭高校から久保田和音を獲得。また、鹿島ユースから大橋尚志、鈴木優磨が昇格。栃木に育成型期限付き移籍していた鈴木隆雅が復帰した。5月には1月にメディカルチェックで半月板損傷が発見され契約を見送っていたジネイと正式契約。
4年ぶりの出場となったAFCチャンピオンズリーグ2015では、2013年王者の広州恒大足球倶楽部（中国）と準優勝のFCソウル (韓国)、そして、2014年王者のウェスタン・シドニー・ワンダラーズFC（オーストラリア)とグループリーグで同組に入ったが、開幕後はホームでのウェスタン・シドニー、敵地でのFCソウル、広州恒大に何れも敗れ3連敗。広州恒大、敵地でのウェスタン・シドニー・ワンダラーズFC戦は勝ち最後まで決勝トーナメント進出の可能性を残したもののFCソウルに競り負けてしまい、16チーム制だった初年度大会以来2度目、唯一出場した2008年までの29チーム制や翌年からの32チーム制に変わり、東部と西部に分けて戦うグループステージでホームアンドアウェー制度になってからは初めてとなる最下位での1次リーグ敗退となった。
11年ぶりに2ステージ制が復活したリーグ戦では、1stステージを負け越して8位、2ndステージは開幕後下位チーム 相手に1勝1敗1分けとなり、セレーゾを解任、後任にトップチームコーチを務めていた石井正忠が就任。鹿島にとっては、監督代行を2度務めた関塚隆を除くと、1992年から1994年6月まで務めた初代監督の宮本以来21年ぶり2人目の日本人監督となった。監督交代後、広島と優勝を争い2ndステージ2位で終えたが、年間順位は5位に終わった。天皇杯は3回戦でPK戦の末、水戸に敗退した。
ヤマザキナビスコカップでは、FC東京と神戸を下して3年ぶりに決勝に進出。決勝では、2連覇を目指したG大阪を3-0で下し、3年ぶりの優勝と、国内3大タイトル17個目を獲得した。
なお、このシーズンをもってダヴィが契約満了、18年間在籍していた本山雅志が北九州、鈴木隆雅が愛媛、佐藤昭大が熊本に完全移籍、梅鉢貴秀が山形、豊川雄太が岡山に期限付き移籍した。
2016年　
チームスローガン：Football Dream - ともに -
石井体制2期目。東京Vから三竿健斗、湘南から永木亮太、清水からブエノを完全移籍で、清水から櫛引政敏をレンタル移籍で獲得した。ユースからは町田浩樹、田中稔也、平戸太貴、垣田裕暉が昇格した。前年期限付き移籍で加入していた金崎は一旦ポルティモネンセSCに復帰したが、開幕前に完全移籍で獲得した。また、山形から高崎寛之が復帰(4月から松本山雅FCへ期限付き移籍)。
シーズン中には、4月から7月まで流通経済大学から小池裕太が特別指定選手としてチームに加入、ポルトガル2部・ポルティモネンセSCからファブリシオを期限付き移籍で獲得した。一方でジネイが6月末で契約満了（その後、湘南へ完全移籍）、7月には15年半在籍した青木が鳥栖、カイオがUAE 1部のアル・アインFCへ完全移籍した。
リーグ戦1stステージではリーグ最少失点の10失点に抑え、19年ぶり通算6回目のステージ優勝を飾ったが、2ndステージでは守備が崩壊し、カイオの移籍や石井と金崎の衝突 主力に故障者が続出するなど終盤は4連敗を喫してしまい、最後まで歯車がかみ合わぬまま11位に沈んだ。しかし、1st王者と年間勝点3位で挑んだチャンピオンシップの準決勝では年間勝点2位の川崎に勝利し、年間勝点1位の浦和との決勝も2戦合計勝利により7年ぶり8回目のJ1リーグ優勝を飾った。これにより、ACL出場権を獲得した。
ヤマザキナビスコカップでは昨年王者として2連覇に挑戦したが、1勝しかあげられずに予選敗退して、その後は積極的に若手を起用し、ユース出身の町田、田中、平戸、垣田ら若いメンバーで挑んだ。
3年ぶり3回目の出場となったスルガ銀行チャンピオンシップは、コロンビアのインデペンディエンテ・サンタフェに敗れ、3度目の優勝はならなかった。
J1優勝に伴い、開催国枠でFIFAクラブワールドカップに初出場した。初戦のオークランド・シティFC（ニュージーランド）戦では2-1の逆転勝利、準々決勝のマメロディ・サンダウンズFC（南アフリカ）には、2-0の勝利を決めた。準決勝ではアトレティコ・ナシオナル（コロンビア）を3-0で撃破し、アジア勢初となる決勝進出を決めた。決勝ではレアル・マドリード（スペイン）を相手に一時は逆転し、2-2で延長戦までもつれる接戦を演じたが最後はクリスティアーノ・ロナウドにハットトリックを許し2-4で敗れはしたものの、準優勝となった。
天皇杯は決勝で川崎を破り、6大会ぶり5度目の優勝を飾った。また9年ぶり3回目 の二冠を果たした。
なお、このシーズンをもって大橋尚志が完全移籍で、垣田裕暉が期限付き移籍で共に金沢へ、平戸太貴が町田へ、杉本太郎が徳島へ期限付き移籍、高崎寛之は期限付き移籍先の松本に完全移籍、清水から期限付き移籍の櫛引政敏、ポルティモネンセから期限付き移籍のファブリシオが契約満了、ファン・ソッコが契約満了で退団。柴崎岳がスペイン2部のCDテネリフェへ完全移籍した。
2017年　
チームスローガン：Football Dream - つなぐ -
石井体制3年目。新潟からレオ・シルバ、神戸からペドロ・ジュニオール、福岡から金森健志、湘南から三竿健斗の実兄三竿雄斗、全北現代からクォン・スンテが完全移籍で、SEパルメイラスからレアンドロが期限付き移籍で加入し、山形に期限付き移籍していた梅鉢貴秀が復帰した。3月11日に赤﨑がG大阪、5月29日に小泉が水戸へ期限付き移籍した。
2月18日に行われたFUJI XEROX SUPER CUPは前年ルヴァンカップ王者の浦和と対戦し、3-2で勝利し7年ぶり6回目の優勝を飾った。
2年ぶり7回目の出場となったAFCチャンピオンズリーグ2017、グループステージでは韓国の蔚山現代FC、タイのムアントン・ユナイテッドFC、オーストラリアのブリスベン・ロアーFCと対戦し、首位で決勝トーナメントに進出。決勝トーナメント1回戦で前年の中国1部王者・広州恒大足球倶楽部との対戦となったが、5月14日の神戸戦で遠藤とレオ・シルバが、5月19日の川崎戦では負傷離脱していた植田の代役である町田もこの試合で右膝前十字靭帯損傷の為それぞれ離脱。これらの選手を欠いて挑まなければならない第1戦は本来はボランチの三竿健斗をセンターバックで起用して0-1で落とす。植田が復帰したホームでの第2戦はジュニオールのゴールで2戦合計スコアを1-1とするが後半10分に第1戦でゴールを挙げたパウリーニョに2試合連続ゴールとなるアウェーゴールを奪われ、アディショナルタイムの金崎 (鹿島のACL通算100得点目)のゴールで勝ち越し弾も実らず第2戦は2-1で勝利。しかし、2戦合計スコアこそ2-2だったものの、アウェイゴール差1で上回られた上、苦手としていたアウェイゲームを克服出来ず、また怪我人の対応に後手を踏んだ事もあり ベスト16で敗退。5月の時点でFIFAクラブワールドカップへの2年連続出場の可能性が早くも消滅。この結果を受けて5月31日、ACL決勝トーナメント1回戦敗退とホーム5敗でリーグ戦7位を理由に石井を解任し、後任にトップチームコーチを務めていた大岩剛が昇格した。
2015年以来2年ぶりの王座奪還を目指したYBCルヴァンカップは、ACL出場のためノックアウトステージから出場、準々決勝は仙台と対戦した。準々決勝第1戦は、昌子と植田の両センターバックを代表招集で欠いた。試合は元鹿島の野沢拓也にコーナーキックでアシストされ先制を許し、さらに奥埜博亮に2ゴールを奪われ3失点。その後土居が1点返すも、1-3で敗れた。第2戦は、初戦で退場したブエノと代表招集の昌子・植田に加え、川崎戦で負傷した町田も欠き、センターバックを本職とする4人が全員離脱する状態になった。これが響き、後半3分までに直接フリーキックとPKで2失点を喫してしまう。アウェイゴール数の関係上準決勝進出には5得点が必要となる中、後半13分から鈴木と安部の2人が反撃のゴールラッシュ、鈴木の2ゴールを挙げ鹿島の下部組織出身選手最多のシーズン公式戦通算14得点としたのに加え安部がプロ初ゴール。後半だけで3得点を挙げて90分間では3-2と逆転したものの、2戦合計では4-5と仙台を上回る事が出来ず、4年ぶりの準々決勝敗退となった。
リーグ戦では前述した大岩に監督交代以後、6月4日の広島戦から7月8日のFC東京戦の引き分けを挟んで5連勝と3連勝で勝点25を稼ぎ、一時は7位に沈んだチームを首位に導き優勝争いにもつれ込む。8月13日の川崎戦に敗れるもその後は2度目の5連勝、2位に8の勝点差を付けた。しかし9月30日に行われた鳥栖戦で敗れると、次の広島戦以降は2得点以内に抑えられ、徐々に3点差以上の勝利回数の多い川崎の猛追を受ける。川崎にホーム・アウェー共に連敗したのも祟り勝点差4で迎えた残り2節、1勝でもすれば川崎の結果に関係なく優勝が決まる状況ではあったが、ホーム最終戦となる33節の柏戦、最終節の磐田戦共にスコアレスドローで終えた。一方川崎が残り2戦を共に勝利した為、勝点では並んだものの得失点差で川崎を下回り、史上初めて得失点差での決着の末リーグ連覇を逆転で川崎に攫われた。
天皇杯は、準々決勝で神戸にPK戦の末敗退した。
なお、7月2日のJ1第17節の柏戦で得点した永木が鹿島のリーグ戦通算100人目の得点者となった。
2018年　

チームスローガン：Football Dream - こえる -
大岩体制2年目。梅鉢貴秀が金沢に、前年G大阪に期限付き移籍していた赤﨑秀平が川崎に完全移籍、ブエノが徳島に期限付き移籍したほか、水戸に期限付き移籍していた小泉勇人が水戸に完全移籍、徳島に期限付き移籍していた杉本太郎、町田に期限付き移籍していた平戸太貴、金沢に期限付き移籍していた垣田裕暉の移籍期間をそれぞれ延長した。
一方、ブラジル1部・SEパルメイラスから期限付き移籍加入していたレアンドロが完全移籍加入。ドイツ2部・1.FCウニオン・ベルリンから内田篤人が8年ぶりに復帰したほか、清水から犬飼智也、東京Vから安西幸輝を完全移籍で獲得。阪南大学から山口一真が新加入。ユースから沖悠哉が昇格した。また、この年から、柴崎や本山といった生え抜きの選手がつけていた背番号10を移籍組の金崎が背負うことになった。
夏には植田がベルギー1部・サークル・ブルッヘに、金崎が鳥栖へ完全移籍、ペドロ・ジュニオールが中国2部へとレンタル移籍するが、ブラジル1部・サントスFCからセルジーニョを獲得。サガン鳥栖からはチョン・スンヒョンを完全移籍で獲得。また、ジーコがテクニカルディレクターに就任した。
2年連続での出場となったAFCチャンピオンズリーグ2018はグループステージでシドニーFC（オーストラリア）、上海申花足球倶楽部（中国）、水原三星ブルーウィングス（韓国）と同組になり、2位で決勝トーナメントに進出。ラウンド16では上海上港足球倶楽部（中国）を2試合合計4-3で下し、クラブ史上初めて決勝トーナメント初戦を突破した。準々決勝では天津権健足球倶楽部（中国）を2試合合計5-0で、準決勝ではグループステージに続いての対戦となった水原三星を2試合合計6-5の激戦で制して決勝に進出。決勝ではペルセポリス（イラン）と対戦し、ホームでの第1戦をレオ・シルバ、決勝トーナメントで傑出した活躍を見せたセルジーニョのゴールで2-0と制すると、アウェイの第2戦では10万人もの相手サポーターからのプレッシャーを跳ね除けて 0-0と第1戦のリードを守り切り、出場回数8回目 にして初優勝を果たし、悲願のアジア王者となった。同時にFIFAクラブワールドカップ2018出場権を獲得した。
2年ぶりの出場となったFIFAクラブワールドカップでは初戦となる準々決勝でCDグアダラハラ（メキシコ）に3-2で逆転勝ちするも、準決勝ではガレス・ベイルにハットトリックを許し、レアル・マドリード（スペイン）に1-3で敗戦。3位決定戦でもCAリーベル・プレート（アルゼンチン）に0-4で敗れ、4位に終わった。
AFCチャンピオンズリーグでの勝ち上がりを受けてクラブ史上最多の公式戦60試合を戦い、シーズンを通じてコンディション不良や怪我人で苦しんだ。リーグ戦は第11節終了時に早くも5敗目を喫し順位を15位まで下げた。ワールドカップによるJ1中断前は暫定11位となり、再開後は第26節と第31節からそれぞれ3連勝するなどして順位を上げ最終順位としては3位となった。これにより来季のACLのプレーオフからの出場権を獲得。YBCルヴァンカップは準々決勝で川崎に2試合合計4-2で勝ち上がったものの準決勝で横浜に競り負けベスト4。天皇杯では準決勝で昨年ACLを制した浦和に敗れベスト4となり、国内タイトルは全て4位以上の成績ながら2年連続の無冠でシーズンを終了した。
このシーズンを以て小笠原満男が現役引退、三竿雄斗が大分へ、西大伍が神戸へ、田中稔也が群馬へそれぞれ完全移籍、杉本太郎は期限付き移籍先の徳島から松本山雅FCへ完全移籍、中国2部・武漢卓爾足球倶楽部に期限付き移籍していたペドロ・ジュニオールはブラジル1部・フォルタレーザECへ完全移籍、久保田和音は岡山へ期限付き移籍、昌子源はフランス1部・トゥールーズFCへ完全移籍した。
2019年　
チームスローガン：Football Dream - かわる -
大岩体制3年目。3年連続での出場となったAFCチャンピオンズリーグ2019はグループステージで山東魯能泰山足球倶楽部（中国）、ジョホール・ダルル・タクジムFC（マレーシア）、慶南FC（韓国）と同組になり、3戦目の敵地で行われた慶南FC相手には昨年のACL準決勝第1戦同様2点差からの逆転勝利と3試合を終えて勝点7と早々と突破を決めかけていたが、リベンジマッチの第4戦は0-1で敗れ、マレーシアでの第5戦で湿度90％超えという過酷な環境の中でジョホール・ダルル・タクジムFCに不覚を取ってしまい結局決勝トーナメントには進出したものの、山東魯能の後塵を拝して2位通過。
決勝トーナメントではACLでチーム史上初の日本決戦。5年ぶり2回目の決勝トーナメントとなった広島と対戦しカシマサッカースタジアムで行われた第1戦は昨年の決勝トーナメントで5試合連続ゴールを挙げたセルジーニョが相変わらずの勝負強さを見せて守りきり、広島市の広島広域公園陸上競技場で行われた第2戦は名古のクロスのこぼれ球に土居が押し込んで2戦合計2-0とするが、昨年20ゴールのパトリック、佐々木と続け様にゴールを奪われ2戦合計2-2とされる。しかし土居を倒した中林洋次を退場に追い込むと後半44分に訪れた広島のコーナーキックのピンチを凌ぎカウンターを仕掛けると、得点を取る為に上がっていたキーパーの林卓人が戻り切れない隙をついて土居が2得点目となる事実上の決勝ゴール。最後にパトリックにPKを決められるが、3-3でアウェーゴールを2点奪い2年連続の準々決勝進出を決めた。
準々決勝は2年前のラウンドオブ16と同じく敗退に追い込まれた広州恒大。第1戦は広州恒大の猛攻をスコアレスドローで凌ぎ切ったが、その合間に行われ2-0で勝利し首位FC東京との勝点差を1に縮めたホームゲームで三竿と白崎凌兵（今季清水エスパルスから完全移籍加入）が負傷で、相手の攻撃を犬飼と共に封殺したブエノがACL登録外の為使えず、前半にコーナーキックからアンデルソン・タリスカに強烈なヘディングシュートを決められ、後半7分に2年前の広州恒大戦は怪我で出場出来なかったシルバのシュートをセルジーニョがコースを変えて2戦合計で1-1の同点に追いつくのがやっと。監督が石井から大岩に代わっても広州恒大戦を前に怪我人を出してしまい、第1戦の天河体育中心体育場でゴールを奪えずにアウェーゴールの差で敗れ、2年前を彷彿とさせる展開でACL2連覇が潰え、2年連続のクラブワールドカップ出場権獲得の可能性も露と消えた。シーズン途中の7月には、安西幸輝がポルティモネンセSC、安部裕葵がFCバルセロナB、鈴木優磨がシント＝トロイデンVVに完全移籍した。
クラブ発足時から住友金属工業が主たる株主で、合併により会社組織を引き継いだ新日鐵住金→日本製鉄が大株主として運営してきたが、2019年7月30日、日本製鉄とその子会社が持つクラブ運営会社（鹿島アントラーズ・エフ・シー）の発行済み株式72.5％のうち61.6％を、クラブスポンサーでスマートフォン向けフリマアプリの企画・開発・運営を行うメルカリに譲渡することを発表。公正取引委員会の承認が得られ、同年8月30日をもって筆頭株主がメルカリに異動した。社長には、メルカリの取締役社長兼COOを務める小泉文明が就任した。鹿嶋市長の錦織孝一はメルカリによる買収に当初懐疑的で、経営がうまくいかなくなった場合は日本製鉄に買い戻しを検討する旨の念書を出してもらったが、その後はクラブ運営や地元貢献を評価している（メルカリと鹿島アントラーズ、鹿嶋市は2020年に包括連携協定を結んでいる）。
その後、8月末からの強行スケジュールのツケがコンビを組む三竿とシルバ、得点源のセルジーニョが次々と離脱する形で回り、リーグ戦では28節にてヤンマースタジアム長居でのアウェー・C大阪戦に1-0で勝利し首位になりながらも29節にて降格の危機に瀕していた松本にサンプロ アルウィンで引き分けてしまい勝点で神戸に3-1で勝利した当時2位のFC東京に並ばれたばかりか、最後に敗れた8月17日のC大阪戦から5試合無敗で追い上げてきた横浜FMに勝点差1で迫られると、31節でルヴァンカップ準決勝で敗れたリーグ2連覇中の川崎に0-2で落とし、首位から陥落したのに加え、磐田に勝ったFC東京だけでなく札幌に勝った横浜FMにも躱されて3位に転落する。その後は横浜FMが3連勝しFC東京が湘南、浦和と残留争いを強いられたチーム相手に引き分ける中、エディオンスタジアム広島で広島にスコアレスで引き分け、ホームで神戸に1-3で敗れリーグ優勝の可能性が消滅。4シーズン連続でACL出場権獲得するのが関の山だった。天皇杯では2016年以来3大会ぶり新国立競技場での決勝に進出したが、元日に行われた神戸との決勝では前半18分に永木がペナルティーエリア付近で酒井高徳に奪われるとルーカス・ポドルスキのシュート性のボールをクォン・スンテの弾いたボールが犬飼に当たってしまいオウンゴールで追う展開になると、38分に移籍した西の折り返しがまたしても犬飼がクリアしきれなかったボールをシーズン開幕戦で大分の一員としてカシマスタジアムで2ゴールを奪った藤本憲明に押し込まれて移籍元である大分時代から合わせてシーズン4発目を喰らい勝負あり。0-2で敗れ2002年以来17年ぶりの準優勝、国内3大タイトル3年連続無冠となった。シーズン終了後、大岩の監督退任が発表された。

### 2020年代
2020年
チームスローガン：Football Dream - みせる - 

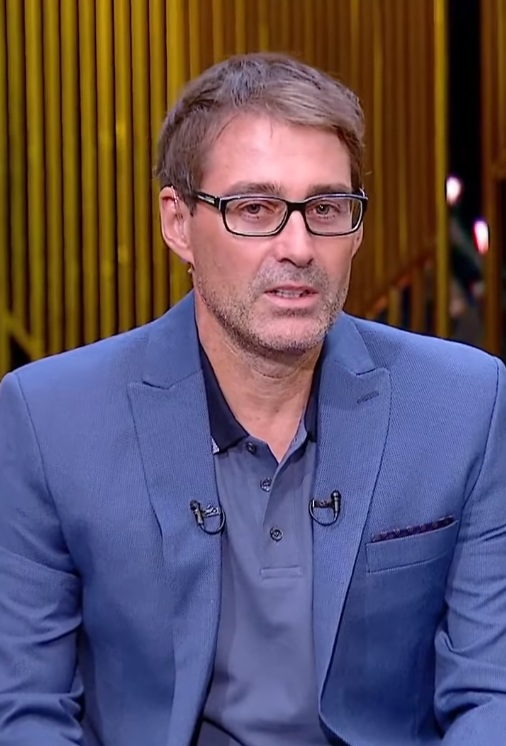
クラブ初の欧州出身監督になったレネ・ヴァイラー

新監督にブラジル2部・CAブラガンチーノ前監督のアントニオ・カルロス・ザーゴが就任。川崎から奈良竜樹、湘南から杉岡大暉、仙台から永戸勝也、横浜FMから広瀬陸斗、名古屋から和泉竜司、新外国人としてブラジル1部・SCインテルナシオナルのファン・アラーノ、ケレタロFCからエヴェラウドを獲得。松村優太や荒木遼太郎、染野唯月といった高卒新加入選手も合わせて11人の選手が加入した。一方でチーム得点王のセルジーニョが長春亜泰足球倶楽部、チョン・スンヒョンが蔚山現代FC、レアンドロがFC東京、中村充孝が山形へと移籍。シーズン途中に内田篤人が現役を引退。
前述の通り多くの新加入選手を迎え、ザーゴ新監督の元で伝統のカウンターサッカーからボールを支配して押し込むサッカーへの転換を図るが、天皇杯で決勝まで勝ち残ったことに加えACLプレーオフへ参加しなければならなかったため、オフ期間が3週間と短く戦術の浸透が遅れた。これが影響したか、開幕から4戦で得点がオウンゴールの1点にとどまり、クラブワーストの開幕4連敗を喫する。5節で前年王者横浜FMを4-2で下して初勝利を挙げるものの、7節FC東京戦を引き分けで終えた段階で再び最下位に沈むなど最悪の船出となった。12節から11年ぶりの7連勝を記録するなどようやく9月ごろから調子が上がっていき、名古屋・C大阪とのACL出場権争いに食い込んでいく。しかし差は詰めるものの29節の名古屋との直接対決で敗れるなどして追い越すことができず、ACL出場権を得ることができる3,4位の可能性を残した5位のまま最終節を迎えた。最終節は勝点1差の4位・C大阪との直接対決となり、勝てば4位以上・引き分け以下で5位が確定するところだったが、拮抗した試合展開の中で83分に松田陸に被弾し先に失点。7分で2点が必要となった中90分にエヴェラウドの得点で追いつき、なお猛攻を仕掛けてラストプレーではエヴェラウドと上田綺世の2人で3本シュートを放つも、相手GKキム・ジンヒョンの2度の好セーブと右ポストに阻まれ、クリアされたところで試合終了。1-1の引き分けに終わって5位となり、5年ぶりにACL出場権を失うこととなった。
ACLはプレーオフからの出場となったが、前述の通り短いオフで戦術が浸透しないままメルボルン・ビクトリーFCとの勝負に挑むこととなり、昨年まで浦和に在籍していたアンドリュー・ナバウトの得点に屈して0-1で敗戦、日本のクラブで初となるプレーオフ敗退となった。
ルヴァンカップはACLプレーオフ敗退によりグループステージからの参加となる。新型コロナウイルス感染拡大により4チームの1回総当たり制に変更となったグループステージで、名古屋と川崎に連敗して敗退が決まった。
2021年
チームスローガン：Football Dream - しんか -
ザーゴ体制2年目。ブラジル1部・サントスFCからディエゴ・ピトゥカ、サウジアラビア1部・アル・シャバブ・リヤドからアルトゥール・カイキを獲得。また例年通り常本佳吾、須藤直輝、舩橋佑らの高卒・大卒の新加入選手も数多く入団した。一方伊藤翔が横浜FC、山本脩斗が湘南へ完全移籍。奈良竜樹が福岡、名古新太郎が湘南へそれぞれ期限付き移籍。
開幕節清水戦では、荒木遼太郎のゴールで先制するも終盤に立て続けに失点し1-3で敗れ2シーズン連続の黒星スタートとなる。新加入外国人の入国が遅れたこともあり、その後も不振が続き第8節札幌戦では開始20分で2点を取るもその後追いつかれこの時点で2勝2分4敗、順位を14位まで落とす。この試合後ザーゴの監督解任が発表、トップチームコーチの相馬直樹が監督に就任した。
相馬の監督就任後は最終ラインが安定し、就任から5月22日に行われた鳥栖戦に敗れるまでの間リーグ戦6試合・公式戦10戦負けなしを記録する。
リーグ戦終盤まで名古屋、浦和と熾烈な4位争いを繰り広げ、最終節仙台戦をディエゴ・ピトゥカの一発で辛勝し勝点69で4位を確定させた。この時点で天皇杯では川崎に敗れ敗退が決定しており、同大会での川崎の成績次第ではACL出場権獲得があり得る状況となった。だが、川崎は準決勝大分戦にPK戦の末敗退しACL出場権獲得とはならなかった。
シーズン終了後相馬の監督退任が発表された。同監督のリーグ戦績は18勝4分7敗であった。
2022年
チームスローガン：Football Dream - いどむ -
ジーコのTD退任に伴いチーム発足以来の南米路線からの転換を目指し、新たに監督としてベルギー1部・RSCアンデルレヒトなどを指揮したスイス人のレネ・ヴァイラーが招聘された。コーチには上武大学サッカー部監督でクラブOBの岩政大樹と、現役時大宮や湘南でプレしたセルビア人のドラガン・ムルジャ、フィジカルコーチにはドイツ人のマヌエル・クラクラーが就任。移籍市場では功労者が多く退団することとなった。レオ・シルバが名古屋、永木亮太が湘南、遠藤康が仙台、犬飼智也が浦和、白崎凌兵が清水、永戸勝也が横浜FMへそれぞれ完全移籍、期限付き移籍中の奈良竜樹、有馬幸太郎、佐々木翔悟はそれぞれ福岡、いわき、千葉へ完全移籍。町田浩樹は、ロイヤル・ユニオン・サン＝ジロワーズへ、須藤直輝は金沢へと期限付き移籍した。
一方で新戦力として柏から仲間隼斗、札幌からキム・ミンテ、鳥栖から樋口雄太、甲府から中村亮太朗をそれぞれ獲得、そして2シーズンぶりに鈴木優磨がシント＝トロイデンVVから復帰した。また期限付き移籍に出されていた小田逸稀、名古新太郎が復帰となった。
その中、開幕戦では、新型コロナウイルスの入国制限で来日できていないヴァイラーに代わり、今季からコーチに就任したクラブOBの岩政大樹が監督代行で指揮し、G大阪に数的有利の状況も作って、上田綺世の2得点と鈴木優磨の得点で、3-1で勝利し、2016年以来の開幕戦勝利となった。続く川崎戦には敗れたものの岩政体制のリーグ戦4試合を3勝1敗で乗り切ると、3月19日に行われた湘南戦からは入国したヴァイラーが指揮を執る。その後はエースの上田綺世と鈴木優磨の強力2トップを生かしたロングボール主体のサッカーが機能し好調を維持。一時はリーグ単独首位に浮上するも、5月に入ると失速。首位を争っていた横浜FMとの2度の攻防戦でいずれも完敗を喫し、6月末には前半戦だけで10得点を決め上田綺世がベルギー1部・サークル・ブルッヘへ移籍。また守備組織の不安定さによる失点の増加なども重なり勝点を落とすと、クラブは8月6日の広島戦での0-2での敗戦後にレネ・ヴァイラーの監督退任を発表した。後任にはコーチの岩政大樹が就任。シーズン途中での監督交代は2年連続である。その後も調子が上がらず2年連続4位で終えた。
ルヴァンカップではグループAでC大阪と激しい1位争いを繰り広げた末、首位通過を果たす。プレーオフでは因縁の福岡と対戦。アウェーでの第1戦は0-1で敗北。ホームでの第2戦は2点を先行し、一時は決勝トーナメントの権利を得るも、前半終了間際に山岸祐也に決められた1点を取り返せず試合終了。試合は2-1で勝利したものの、アウェーゴールの差で福岡の勝利が決定。プレーオフで敗退となった。
天皇杯では新潟医療福祉大学、大宮、G大阪を破り、準々決勝では2019年の決勝相手だった神戸に1-0で勝利し雪辱を果たした。準決勝の相手はJ2リーグ18位で当時リーグ6連敗中のヴァンフォーレ甲府であったが、前半37分に失点するとその後も点が取れずに0-1で敗退した。
2023年
チームスローガン：Football Dream - ひとつに - 
岩政体制2年目。ブエノが契約満了で退団、杉岡大暉が湘南、和泉竜司が名古屋、三竿健斗がポルトガル1部・CDサンタ・クララ、エヴェラウドがブラジル1部・ECバイーアへ完全移籍。山田大樹が岡山、トップ昇格した下田栄祐がいわきへ育成型期限付き移籍。林尚輝が東京Vへ期限付き移籍。磐田に加入予定だった（チーム事情で仮契約解除）師岡柊生（東京国際大学）漢陽工業高等学校（韓国）よりパク・ウィジョン、昌平高校より津久井佳祐を獲得。川崎より知念慶、広島より藤井智也、フランス2部・ニーム・オリンピックより植田直通、G大阪より昌子源、町田より佐野海舟が完全移籍にて加入。鳥栖より垣田裕暉、東京Vより染野唯月、金沢より須藤直輝が復帰。
プレシーズンマッチで水戸に敗れるなど下馬評は高くなかったが、シーズン開幕戦で京都に勝利。5節から8節まで4連敗し順位を落とすが、その後無失点で5連勝し復調。引き分けを挟みつつ勝ち点を拾い、終盤は6試合未勝利の後最終節で勝利。14勝10分10敗の5位でシーズンを終える。7年連続国内無冠となり、岩政監督も退任となった。
苦手とする川崎フロンターレには今年もシーズンダブルを食らい、3年連続となる。天皇杯含む公式戦8連敗、2018年のルヴァンカップを最後に勝ちがない状況が続く。
2024年
チームスローガン：Football Dream - かける -
新監督に以前に町田やFC東京、C大阪など数多くのJリーグクラブを指揮したランコ・ポポヴィッチが就任。クォン・スンテが現役引退。ブレッシング・エレケが契約満了、アルトゥール・カイキがスポルチ・レシフェ、ディエゴ・ピトゥカがサントス、小川優介が琉球、昌子源が町田、キム・ミンテが湘南、沖悠哉が清水、広瀬陸斗が神戸へ完全移籍。荒木遼太郎がFC東京、中村亮太朗が清水へ期限付き移籍。山田大樹が岡山から復帰。関西学院大学から濃野公人を獲得。磐田より梶川裕嗣、CAタジェレスよりギリェルメ・パレジが完全移籍にて加入。ŠKスロヴァン・ブラチスラヴァよりアレクサンダル・チャヴリッチが期限付き移籍にて加入。4節では、川崎フロンターレにリーグ戦で2015年8月以来の勝利を収めた。 ルヴァン杯は3回戦で昇格組のFC町田ゼルビアにリーグ戦同様完敗をし、敗退となった。
7月、親善試合でブライトンと国立競技場で試合をし、1-5と大敗を喫した。10月6日、成績不振などの理由によりポポヴィッチ監督は解任となった。
今季も無冠となり8年連続となった。しかし、リーグ戦のホームゲームは、10勝9分となり、2006年の浦和、2021年の川崎、2023年の名古屋に次ぐ史上4クラブ目のホームゲーム無敗を達成した。
2025年
チームスローガン：Football Dream - ONE -
新監督に前川崎フロンターレ監督で、選手としても鹿島に通算6シーズン所属した鬼木達が就任。清水に期限付き移籍していた中村亮太朗が山形、須貝英大が京都、仲間隼人が柏、藤井智也が湘南、名古新太郎が福岡、ギリェルメ・パレジがCAタジェレスに完全移籍。また、東京Vに期限付き移籍していた染野唯月、林尚輝の両選手は完全移籍に切り替わった。須藤直輝が高知に期限付き移籍。C大阪から前年J1得点ランキング2位のレオ・セアラを、横浜FMから小池龍太、鳥栖からキム・テヒョンが完全移籍で加入。FC東京より荒木遼太郎、東京Vから松村優太、いわきより下田栄佑が復帰。またユースからは徳田誉、佐藤海宏、松本遥翔が昇格した。

## 所属選手
ジーコが所属していたこともあり、ブラジルのサッカー界とも強いパイプを持つ。Jリーグが開幕した1993年以降、ジョルジーニョやレオナルド、ベベットなどブラジル代表として活躍するなど一線級に値する選手たちが過去に鹿島でプレーした。その他では「アジア人枠」の韓国籍選手以外の外国籍選手を獲得したことがなかったが、2022年8月にようやく3カ国目の外国籍選手としてナイジェリア出身のブレッシング・エレケが加入した。

### 代表選手
これまで数多くの日本代表選手を輩出している。
| 主な国際大会に出場した代表選手   |              |                                                          |
| FIFAワールドカップ               |              |                                                          |
| 大会                             | 代表チーム   | 選手                                                     |
| 1998                             | 日本代表     | 秋田豊、相馬直樹、名良橋晃                               |
| 2002                             | 日本代表     | 秋田豊、小笠原満男、鈴木隆行、曽ヶ端準、中田浩二、柳沢敦 |
| 2006                             | 日本代表     | 小笠原満男、柳沢敦、中田浩二                             |
| 2010                             | 日本代表     | 岩政大樹、内田篤人                                       |
| 2010                             | 韓国代表     | 李正秀                                                   |
| 2018                             | 日本代表     | 昌子源、植田直通                                         |
| FIFAコンフェデレーションズカップ |              |                                                          |
| 大会                             | 代表チーム   | 選手                                                     |
| 2001                             | 日本代表     | 鈴木隆行、中田浩二                                       |
| 2003                             | 日本代表     | 秋田豊、小笠原満男、中田浩二、名良橋晃                   |
| 2005                             | 日本代表     | 小笠原満男、鈴木隆行、中田浩二、本山雅志、柳沢敦         |
| FIFA U-20ワールドカップ          |              |                                                          |
| 大会                             | 代表チーム   | 選手                                                     |
| 1995                             | U-20日本代表 | 熊谷浩二、森岡隆三                                       |
| 1997                             | U-20日本代表 | 柳沢敦                                                   |
| 1999                             | U-20日本代表 | 小笠原満男、中田浩二、本山雅志                           |
| 2001                             | U-20日本代表 | 青木剛、羽田憲司                                         |
| 2007                             | U-20日本代表 | 内田篤人                                                 |
| FIFA U-17ワールドカップ          |              |                                                          |
| 大会                             | 代表チーム   | 選手                                                     |
| 2009                             | U-17日本代表 | 神田圭介（ユース）                                       |
| 2011                             | U-17日本代表 | 鈴木隆雅（ユース）                                       |
| 2023                             | U-17日本代表 | 松本遥翔（ユース）、徳田誉（ユース）                     |
| オリンピック                     |              |                                                          |
| 大会                             | 代表チーム   | 選手                                                     |
| 2000                             | U-23日本代表 | 中田浩二、平瀬智行、本山雅志、柳沢敦                     |
| 2004                             | U-23日本代表 | 曽ヶ端準（OA）                                           |
| 2008                             | U-23日本代表 | 内田篤人                                                 |
| 2012                             | U-23日本代表 | 山村和也                                                 |
| 2016                             | U-23日本代表 | 植田直通、櫛引政敏                                       |
| 2020                             | U-23日本代表 | 上田綺世、町田浩樹                                       |
| AFCアジアカップ                  |              |                                                          |
| 大会                             | 代表チーム   | 選手                                                     |
| 1996                             | 日本代表     | 秋田豊、相馬直樹、本田泰人                               |
| 2000                             | 日本代表     | 高桑大二朗、柳沢敦                                       |
| 2004                             | 日本代表     | 小笠原満男、鈴木隆行、中田浩二、本山雅志                 |
| 2011                             | 日本代表     | 伊野波雅彦、岩政大樹                                     |
| 2015                             | 日本代表     | 植田直通、柴崎岳、昌子源                                 |
| 2019                             | 韓国代表     | チョン・スンヒョン                                       |
| 2023                             | 日本代表     | 佐野海舟                                                 |
| コパ・アメリカ                   |              |                                                          |
| 大会                             | 代表チーム   | 選手                                                     |
| 1995                             | ブラジル代表 | ジョルジーニョ、レオナルド                               |
| 1999                             | 日本代表     | 秋田豊、相馬直樹                                         |
| 2019                             | 日本代表     | 安部裕葵                                                 |
| アジア競技大会                   |              |                                                          |
| 大会                             | 代表チーム   | 選手                                                     |
| 1994                             | 日本代表     | 秋田豊                                                   |
| 2002                             | U-23日本代表 | 青木剛、野沢拓也                                         |
| 2006                             | U-23日本代表 | 増田誓志                                                 |
| 2010                             | U-23日本代表 | 當間建文                                                 |
| 2014                             | U-23日本代表 | 植田直通                                                 |
| 2023                             | U-23日本代表 | 松村優太                                                 |
| EAFF E-1サッカー選手権           |              |                                                          |
| 大会                             | 代表チーム   | 選手                                                     |
| 2003                             | 日本代表     | 小笠原満男、本山雅志                                     |
| 2005                             | 日本代表     | 小笠原満男、本山雅志                                     |
| 2008                             | 日本代表     | 岩政大樹、内田篤人、田代有三                             |
| 2010                             | 日本代表     | 岩政大樹、内田篤人、小笠原満男                           |
| 2013                             | 日本代表     | 大迫勇也                                                 |
| 2015                             | 日本代表     | 柴崎岳                                                   |
| 2017                             | 日本代表     | 山本脩斗、昌子源、植田直通、三竿健斗、金崎夢生、土居聖真 |
| 2019                             | 日本代表     | 上田綺世、相馬勇紀                                       |

### アントラーズ功労賞
クラブの発展に貢献した人物を顕彰するために設けられた賞である。カシマサッカーミュージアムの中にある「THE HALL OF LEGEND」にて記念される。現役選手および鹿島で在任中のスタッフは選考から外される。
| 受賞年 | 受賞者 |
| 2009年 | 秋田豊、黒崎久志、ジーコ、ジョルジーニョ、相馬直樹、トニーニョ・セレーゾ、 名良橋晃、長谷川祥之、ビスマルク、本田泰人、宮本征勝 |
| 2011年 | オズワルド・オリヴェイラ |
| 2013年 | アルシンド |
| 2014年 | ダニー石尾 |
| 2015年 | 新井場徹、中田浩二、柳沢敦 |
| 2019年 | 小笠原満男 |
| 2022年 | 内田篤人、曽ヶ端準、野沢拓也 |
| 2023年 | 本山雅志、岩政大樹、青木剛 |
| 2025年 | 興梠慎三、遠藤康 |

## 歴代監督
前述の外国籍選手と同様、外国籍監督も多くがブラジル人であり、ジーコの兄であるエドゥーや、ジーコと共にブラジル代表の「黄金の中盤（黄金のカルテット）」として活躍した一人であるトニーニョ・セレーゾなどがこのチームを指揮を執っている。なお、2024年現在までの日本人正監督は初代の監督である宮本征勝と2015年途中に就任した石井正忠、2017年途中に就任した大岩剛、2021年途中に就任した相馬直樹、2022年途中に就任した岩政大樹、2024年途中に就任した中後雅喜の6人で、外国籍監督の正監督は1994年から2021年まで全員ブラジル人だったが、2022年は初めての欧州国籍監督で、スイス人監督のレネ・ヴァイラーを招聘した。
| 監督                     | 期間                               | J/J1 | ルヴァン杯 | 天皇杯 | FXSC | 国内 | CWC | ACL | SBCS | A3C | 国際 | 合計 | 備考     |
| ------------------------ | ---------------------------------- | ---- | ---------- | ------ | ---- | ---- | --- | --- | ---- | --- | ---- | ---- | -------- |
| 宮本征勝                 | 1992年 - 1994年6月                 | 0    | 0          | 0      | 0    | 0    | 0   | 0   | 0    | 0   | 0    | 0    |          |
| エドゥー                 | 1994年6月 - 1995年                 | 0    | 0          | 0      | 0    | 0    | 0   | 0   | 0    | 0   | 0    | 0    |          |
| ジョアン・カルロス       | 1996年 - 1998年7月                 | 1    | 1          | 1      | 2    | 5    | 0   | 0   | 0    | 0   | 0    | 5    |          |
| 関塚隆                   | 1998年7月、1999年8月               | 0    | 0          | 0      | 0    | 0    | 0   | 0   | 0    | 0   | 0    | 0    | 監督代行 |
| ゼ・マリオ               | 1998年8月 - 1999年8月              | 1    | 0          | 0      | 1    | 2    | 0   | 0   | 0    | 0   | 0    | 2    |          |
| ジーコ                   | 1999年8月 - 12月                   | 0    | 0          | 0      | 0    | 0    | 0   | 0   | 0    | 0   | 0    | 0    | 監督代行 |
| トニーニョ・セレーゾ     | 2000年 - 2005年 2013年 - 2015年7月 | 2    | 2          | 1      | 0    | 5    | 0   | 0   | 1    | 1   | 2    | 7    |          |
| パウロ・アウトゥオリ     | 2006年                             | 0    | 0          | 0      | 0    | 0    | 0   | 0   | 0    | 0   | 0    | 0    |          |
| オズワルド・オリヴェイラ | 2007年 - 2011年                    | 3    | 1          | 2      | 2    | 8    | 0   | 0   | 0    | 0   | 0    | 8    |          |
| ジョルジーニョ           | 2012年                             | 0    | 1          | 0      | 0    | 1    | 0   | 0   | 1    | 0   | 1    | 2    |          |
| 石井正忠                 | 2015年7月 - 2017年5月              | 1    | 1          | 1      | 1    | 4    | 0   | 0   | 0    | 0   | 0    | 4    |          |
| 大岩剛                   | 2017年5月 - 2019年                 | 0    | 0          | 0      | 0    | 0    | 0   | 1   | 0    | 0   | 1    | 1    |          |
| ザーゴ                   | 2020年 - 2021年4月                 | 0    | 0          | 0      | 0    | 0    | 0   | 0   | 0    | 0   | 0    | 0    |          |
| 相馬直樹                 | 2021年4月 - 12月                   | 0    | 0          | 0      | 0    | 0    | 0   | 0   | 0    | 0   | 0    | 0    |          |
| レネ・ヴァイラー         | 2022年 - 同年8月                   | 0    | 0          | 0      | 0    | 0    | 0   | 0   | 0    | 0   | 0    | 0    |          |
| 岩政大樹                 | 2022年8月 - 2023年                 | 0    | 0          | 0      | 0    | 0    | 0   | 0   | 0    | 0   | 0    | 0    |          |
| ランコ・ポポヴィッチ     | 2024年 - 10月                      | 0    | 0          | 0      | 0    | 0    | 0   | 0   | 0    | 0   | 0    | 0    |          |
| 中後雅喜                 | 2024年10月 - 12月                  | 0    | 0          | 0      | 0    | 0    | 0   | 0   | 0    | 0   | 0    | 0    |          |
| 鬼木達                   | 2025年 -                           |      |            |        |      |      |     |     |      |     |      |      |          |

## ダービーマッチ
- 茨城ダービー
  - vs水戸ホーリーホック
    - 茨城県のJリーグクラブ同士の対戦。初の公式戦は2004年11月13日（茨城県民の日）の天皇杯4回戦で、水戸のホームである笠松運動公園陸上競技場で対戦し、13,393人が来場した。また、2005年に提携を結び、いばらきサッカーフェスティバル（プレシーズンマッチ）としてシーズン開幕前に対戦している。なおスタジアムは毎年交互となっている。

## タイトル・表彰

### 国内タイトル
- J1リーグ：8回
  - 1996, 1998, 2000, 2001, 2007, 2008, 2009, 2016

- 1stステージ：3回

- 1993, 1997, 2016

- 2ndステージ：3回

- 1998, 2000, 2001

- Jリーグカップ：6回
  - 1997, 2000, 2002, 2011, 2012, 2015
- 天皇杯 JFA 全日本サッカー選手権大会：5回
  - 1997, 2000, 2007, 2010, 2016
- スーパーカップ：6回
  - 1997, 1998, 1999, 2009, 2010, 2017

### 国際タイトル
- AFCチャンピオンズリーグ：1回 
  - 2018
- A3チャンピオンズカップ：1回
  - 2003
- Jリーグカップ/コパ・スダメリカーナ王者決定戦：2回
  - 2012, 2013

### 表彰
Jリーグ
- 最優秀選手賞
  - 1996年  ジョルジーニョ
  - 2008年  マルキーニョス
  - 2009年  小笠原満男
- ベストイレブン
  - 1993年  大野俊三、 サントス、 本田泰人
  - 1995年  相馬直樹
  - 1996年  相馬直樹、 ジョルジーニョ
  - 1997年  相馬直樹、 秋田豊、 ビスマルク
  - 1998年  相馬直樹、 秋田豊、 柳沢敦
  - 2000年  高桑大二朗、 秋田豊
  - 2001年  秋田豊、 名良橋晃、 小笠原満男、 中田浩二、 柳沢敦
  - 2002年  曽ヶ端準、 小笠原満男
  - 2003年  小笠原満男
  - 2004年  小笠原満男
  - 2005年  小笠原満男
  - 2007年  岩政大樹
  - 2008年  内田篤人、 岩政大樹、 マルキーニョス
  - 2009年  岩政大樹、 内田篤人、 小笠原満男
  - 2013年  大迫勇也
  - 2014年  柴崎岳
  - 2015年  金崎夢生
  - 2016年  昌子源
  - 2017年  昌子源、西大伍
  - 2018年  西大伍
  - 2020年  エヴェラウド
  - 2024年  知念慶、 濃野公人
- 得点王
  - 2008年  マルキーニョス
- 最優秀ゴール賞
  - 2014年  西大伍
- ベストヤングプレーヤー賞
  - 1997年  柳沢敦
  - 2012年  柴崎岳
  - 2014年  カイオ
  - 2018年  安部裕葵
  - 2021年  荒木遼太郎
- 最優秀監督賞
  - 1997年  ジョアン・カルロス
  - 2007年  オズワルド・オリヴェイラ
  - 2008年  オズワルド・オリヴェイラ
  - 2009年  オズワルド・オリヴェイラ
  - 2016年  石井正忠
- フェアプレー賞 (J1)
  - 2016年、2018年、2019年、2024年
- フェアプレー個人賞
  - 1998年  相馬直樹
  - 2003年  曽ヶ端準
  - 2024年  安西幸輝
- 功労選手賞
  - 2002年  サントス
  - 2005年  ビスマルク
  - 2006年  相馬直樹
  - 2007年  本田泰人
  - 2008年  秋田豊、 名良橋晃、 黒崎久志
  - 2009年  森岡隆三
  - 2014年  ジュニーニョ
  - 2015年  柳沢敦、 中田浩二、 新井場徹
  - 2019年  アレックス、 小笠原満男
  - 2021年  曽ヶ端準
  - 2022年  青木剛
  - 2023年  本山雅志
- ベストピッチ賞
  - 2003年 カシマサッカースタジアム
- 優勝監督賞（1995–2003）
  - 1996年  ジョアン・カルロス
  - 1998年  ゼ・マリオ
  - 2000年  トニーニョ・セレーゾ
  - 2001年  トニーニョ・セレーゾ
- チェアマン感謝状（1994–1995）
  - 1994年  ジーコ

Jリーグカップ
- 最優秀選手賞
  - 1997年  ジョルジーニョ
  - 2000年  中田浩二
  - 2002年  小笠原満男
  - 2011年  大迫勇也
  - 2012年  柴崎岳
  - 2015年  小笠原満男
- ニューヒーロー賞
  - 2000年  鈴木隆行
  - 2001年  曽ヶ端準
  - 2015年  赤崎秀平

### その他受賞
- 内閣総理大臣顕彰
  - 1994年  ジーコ
- 日本年間最優秀選手賞
  - 2001年  柳沢敦
  - 2009年  小笠原満男
- 茨城県県民栄誉賞
  - 2001年
  - 2008年
  - 2019年
  - 2023年  ジーコ
- 茨城県特別功労賞
  - 1994年
  - 1997年  鈴木昌
  - 2002年  曽ケ端準、 秋田豊、 中田浩二、 小笠原満男、 鈴木隆行、 柳沢敦
  - 2010年  大東和美
- いばらきイメージアップ大賞
  - 2009年
  - 2017年
- 鹿嶋市特別功労賞
  - 2008年
  - 2017年
- クールビズ・オブ・ザ・イヤー
  - 2009年
- 日本プロスポーツ大賞特別賞
  - 2009年
- FIFAクラブワールドカップフェアプレー賞
  - 2016年
- AFCチャンピオンズリーグMVP
  - 2018年  鈴木優磨
- AFC年間最優秀監督賞
  - 2018年  大岩剛
- 報知プロスポーツ大賞
  - 1999年  平瀬智行
  - 2001年  柳沢敦

## クラブ記録
| 記録名           | 記録名    | 記録   | 試合                                                                         | 備考               |
| 連続無敗記録     | J1        | 17試合 | 2009年 第3節 広島戦（カシマ） - 2009年 第19節 柏戦（カシマ）                 |                    |
| 連勝記録         | J1        | 16連勝 | 1998年 2nd第5節 福岡戦（博多球） - 1999年 1st第3節 広島戦（国立）            |                    |
| 連敗記録         | J1        | 8連敗  | 1999年 1st第13節 浦和戦（国立） - 1999年 2nd第4節 C大阪戦（カシマ）          |                    |
| 最多得点試合     | J1        | 7 - 0  | 1997年8月9日 2nd第4節 名古屋戦（カシマ）                                     |                    |
| 最多得点試合     | J1        | 7 - 2  | 2005年8月24日 第20節 新潟戦（カシマ）                                        |                    |
| 最多得点試合     | J1        | 7 - 0  | 2012年5月19日 第12節 札幌戦（カシマ）                                        |                    |
| 最多得点試合     | Jリーグ杯 | 7 - 1  | 1992年10月3日 GL第7節 名古屋戦（瑞穂球）                                     |                    |
| 最多得点試合     | Jリーグ杯 | 7 - 0  | 1997年10月18日 準々決勝第2戦 札幌戦（カシマ）                                |                    |
| 最多得点試合     | 天皇杯    | 8 - 1  | 1992年12月5日 1回戦 新日鐵八幡戦（愛媛）                                     |                    |
| 最多得点試合     | 天皇杯    | 8 - 1  | 2021年6月16日 2回戦 YS横浜戦（水戸）                                         |                    |
| 最多得点試合     | 国際大会  | 16 - 0 | 1999年10月23日 ACC 2回戦 バレンシア戦（ひたちなか）                          | クラブ最多得点記録 |
| 最多失点試合     | J1        | 0 - 7  | 1995年5月3日 1st第13節 平塚戦（平塚）                                        | クラブ最多失点記録 |
| 最多失点試合     | Jリーグ杯 | 3 - 4  | 1992年9月23日 GL第5節 横浜M戦（国立）                                        |                    |
| 最多失点試合     | Jリーグ杯 | 1 - 4  | 1992年9月26日 GL第6節 清水戦（笠松）                                         |                    |
| 最多失点試合     | Jリーグ杯 | 2 - 4  | 1997年3月8日 GL第1節 C大阪戦（カシマ）                                       |                    |
| 最多失点試合     | Jリーグ杯 | 0 - 4  | 2003年11月3日 決勝 浦和戦（国立）                                            |                    |
| 最多失点試合     | Jリーグ杯 | 2 - 4  | 2013年3月23日 GL第2節 対F東京戦（カシマ）                                    |                    |
| 最多失点試合     | Jリーグ杯 | 1 - 4  | 2016年3月27日 GS第2節 対神戸戦 (ノエスタ)                                    |                    |
| 最多失点試合     | 天皇杯    | 2 - 6  | 1994年1月1日 決勝 横浜F戦（国立）                                            |                    |
| 最多失点試合     | 国際大会  | 1 - 4  | 1999年4月16日 ACWC 準決勝 全南戦（国立）                                     |                    |
| 最多失点試合     | 国際大会  | 3 - 4  | 2003年3月12日 ACL GL第2節 上海申花戦（スパチャラサイ）                       |                    |
| 最多失点試合     | 国際大会  | 1 - 4  | 2009年3月11日 ACL GL第1節 水原三星戦（水原）                                 |                    |
| 最多失点試合     | 国際大会  | 3 - 4  | 2015年3月18日 ACL GL第3節 広州恒大戦（天河）                                 |                    |
| 最多失点試合     | 国際大会  | 2 - 4  | 2016年12月18日 FCWC 決勝 レアル・マドリード（横浜国際）                      |                    |
| 最多失点試合     | 国際大会  | 0 - 4  | 2018年12月22日 FCWC 3位決定戦 リーベル・プレート（ザイード・スポーツシティ） |                    |
| 最少被シュート数 | J1        | 0本    | 2009年11月8日 第31節 山形戦（カシマ）                                        | リーグ初記録       |
| 最少被シュート数 | J1        | 0本    | 2021年5月12日 第21節 名古屋戦（豊田ス）                                      |                    |
| 最少被シュート数 | 国際大会  | 0本    | 1999年10月23日 ACC 2回戦 バレンシア戦（ひたちなか）                          | クラブ初記録       |

### 通算勝利数
| J1リーグ戦通算勝利数 |                                                  |                |
| 通算勝利             | 試合                                             | 備考           |
| 初勝利               | 1993年5月16日 サントリー第1節 名古屋戦（カシマ） |                |
| 100勝                | 1997年4月12日 1st第1節 神戸戦（カシマ）          |                |
| 200勝                | 2001年11月17日 1st第14節 東京V戦（カシマ）       | リーグ最速記録 |
| 300勝                | 2007年11月24日 第33節 浦和戦（埼玉）             | リーグ最速記録 |
| 400勝                | 2014年3月8日 第2節 仙台戦（カシマ）              | リーグ最速記録 |
| 500勝                | 2019年7月6日 第18節 磐田戦（カシマ）             | リーグ最速記録 |
| 600勝                | 2025年4月25日 第12節 名古屋戦（カシマ）          | リーグ最速記録 |

### 通算得点
| 公式戦通算得点     |                                                    |                      |                |
| 通算得点           | 試合                                               | 選手名               | 備考           |
| 初得点             | 1992年9月5日 ナビスコ杯 GL第1節 横浜F戦（笠松）    | 入井和久             |                |
| 500得点            | 1997年9月27日 J 2nd第15節 横浜M戦（カシマ）        | 室井市衛             |                |
| 1000得点           | 2002年12月15日 天皇杯 3回戦 東京学芸大戦（カシマ） | アウグスト           |                |
| 1500得点           | 2009年4月22日 ACL GL第4戦 SAFFC戦（カシマ）        | 野沢拓也             |                |
| 2000得点           | 2015年7月25日 J1 2nd第4節 F東京戦（カシマ）        | 昌子源               |                |
| J1リーグ戦通算得点 |                                                    |                      |                |
| 通算得点           | 試合                                               | 選手名               | 備考           |
| 初得点             | 1993年5月16日 サントリー第1節 名古屋戦（カシマ）   | ジーコ               |                |
| 100得点            | 1994年5月18日 サントリー第17節 名古屋戦（カシマ）  | サントス             |                |
| 200得点            | 1995年8月16日 ニコス第2節 磐田戦（磐田）           | 黒崎比差支           |                |
| 300得点            | 1996年10月30日 第27節 磐田戦（カシマ）             | マジーニョ           |                |
| 400得点            | 1998年4月11日 1st第5節 柏戦（国立）                | 眞中靖夫             |                |
| 500得点            | 1999年9月23日 2nd第10節 市原戦（国立）             | 長谷川祥之           | リーグ最速記録 |
| 600得点            | 2001年9月29日 2nd第7節 名古屋戦（カシマ）          | 中田浩二             | リーグ最速記録 |
| 700得点            | 2003年10月18日 2nd第10節 清水戦（カシマ）          | 相馬直樹             | リーグ最速記録 |
| 800得点            | 2005年10月1日 第26節 千葉戦（カシマ）              | アレックス・ミネイロ | リーグ最速記録 |
| 900得点            | 2007年8月12日 第19節 甲府戦（小瀬）                | 野沢拓也             | リーグ最速記録 |
| 1000得点           | 2009年4月29日 第8節 神戸戦（カシマ）               | 岩政大樹             | リーグ最速記録 |
| 1100得点           | 2011年5月21日 第12節 浦和戦（埼玉）                | 増田誓志             | リーグ最速記録 |
| 1200得点           | 2013年4月6日 第5節 C大阪戦（カシマ）               | 遠藤康               |                |
| 1300得点           | 2014年9月23日 第25節 仙台戦（ユアスタ）            | 土居聖真             | リーグ最速記録 |
| 1400得点           | 2016年6月11日 1st第15節 浦和戦（埼玉）             | 鈴木優磨             | リーグ最速記録 |
| 1500得点           | 2018年7月22日 第17節 柏戦（カシマ）                | 土居聖真             | リーグ最速記録 |
| 1600得点           | 2020年8月16日 第10節 神戸戦 (カシマ)               | 荒木遼太郎           | リーグ最速記録 |
| 1700得点           | 2021年11月7日 第35節 浦和戦 (カシマ)               | 土居聖真             | リーグ最速記録 |
| 1800得点           | 2024年4月13日 第8節 京都戦 (カシマ)                | 濃野公人             | リーグ最速記録 |
| Jリーグ杯通算得点  |                                                    |                      |                |
| 通算得点           | 試合                                               | 選手名               | 備考           |
| 初得点             | 1992年9月5日 GL第1節 横浜F戦（笠松）               | 入井和久             |                |
| 100得点            | 1999年6月19日 2回戦第2戦 G大阪戦（秋田陸）         | 長谷川祥之           |                |
| 200得点            | 2007年10月13日 準決勝第2戦 G大阪戦（カシマ）       | 本山雅志             |                |
| 300得点            | 2021年3月3日 GS第1節 鳥栖戦 (カシマ)               | 和泉竜司             |                |
| 天皇杯通算得点     |                                                    |                      |                |
| 通算得点           | 試合                                               | 選手名               | 備考           |
| 初得点             | 1992年12月5日 1回戦 新日鐵八幡（愛媛陸）           | 長谷川祥之           |                |
| 100得点            | 2002年12月28日 準決勝 市原戦（長居）               | エウレル             |                |
| 200得点            | 2015年9月9日 2回戦 琉球戦（カシマ）                | 杉本太郎             |                |

## 個人記録
| 記録名           | 記録名 | 選手名         | 記録          | 試合                                                 | 備考 |
| 最年少出場       | J1     | 吉田湊海       | 16歳9ヶ月14日 | 2025年4月29日 第13節 横浜FC戦                        |      |
| 最年長出場       | J1     | ジーコ         | 41歳3ヶ月12日 | 1994年6月15日 サントリー第22節 磐田戦                |      |
| 最年少得点       | J1     | 徳田誉         | 17歳6ヶ月27日 | 2024年9月14日 第30節 広島戦                          |      |
| 最年長得点       | J1     | ジーコ         | 41歳3ヶ月12日 | 1994年6月15日 サントリー第22節 磐田戦                |      |
| 連続試合得点     | J1     | マルキーニョス | 7試合         | 2008年8月16日 第21節 東京V戦 - 10月1日 第26節 大宮戦 |      |
| シーズン連続得点 | J1     | 小笠原満男     | 17シーズン    | 1999年 - 2015年                                      |      |
| シーズン最多得点 | J1     | アルシンド     | 28得点        | 1994年                                               |      |
| リーグ得点王     | J1     | マルキーニョス | 21得点        | 2008年                                               |      |

### ハットトリック
| 記録名    | 記録名 | 選手名         | 試合                                                    | 備考         |
| J1        | 4得点  | 柳沢敦         | 1998年4月4日 1st第4節 京都戦                            |              |
| J1        | 3得点  | ジーコ         | 1993年5月16日 サントリー第1節 名古屋戦（Jリーグ開幕戦） | リーグ初記録 |
| J1        | 3得点  | アルシンド     | 1993年6月19日 サントリー第11節 名古屋戦                 |              |
| J1        | 3得点  | 長谷川祥之     | 1995年8月26日 NICOS第5節 G大阪戦                        |              |
| J1        | 3得点  | マジーニョ     | 1997年4月12日 1st第1節 神戸戦                           |              |
| J1        | 3得点  | 長谷川祥之     | 1997年9月20日 2nd第13節 平塚戦                          |              |
| J1        | 3得点  | 柳沢敦         | 1998年5月5日 1st第11節 磐田戦                           |              |
| J1        | 3得点  | 平瀬智行       | 2000年4月29日 1st第9節 神戸戦                           |              |
| J1        | 3得点  | 鈴木隆行       | 2004年9月18日 2nd第5節 磐田戦                           |              |
| J1        | 3得点  | 柳沢敦         | 2006年3月5日 第1節 広島戦                               |              |
| J1        | 3得点  | フェルナンド   | 2006年9月24日 第24節 FC東京戦                           |              |
| J1        | 3得点  | 野沢拓也       | 2006年12月2日 第34節 磐田戦                             |              |
| J1        | 3得点  | マルキーニョス | 2010年9月18日 第23節 大宮戦                             |              |
| J1        | 3得点  | ドゥトラ       | 2012年10月6日 第28節 F東京戦                            |              |
| J1        | 3得点  | レアンドロ     | 2017年9月16日 第26節 新潟戦                             |              |
| J1        | 3得点  | エヴェラウド   | 2020年8月1日 第8節 大分戦                               |              |
| J1        | 3得点  | 土居聖真       | 2021年5月15日 第14節 横浜FM戦                           |              |
| J1        | 3得点  | レオ・セアラ   | 2025年3月8日 第5節 柏戦                                 |              |
| Jリーグ杯 | 3得点  | 長谷川祥之     | 1992年10月3日 第7節 名古屋戦                            |              |
| Jリーグ杯 | 3得点  | ジーコ         | 1992年10月11日 第9節 広島戦                             |              |
| Jリーグ杯 | 3得点  | 黒崎比差支     | 1997年10月18日 準々決勝第2戦 札幌戦                     |              |
| 天皇杯    | 3得点  | 黒崎比差支     | 1992年12月5日 1回戦 新日鐵八幡戦                        |              |
| 天皇杯    | 3得点  | 増田誓志       | 2005年11月3日 4回戦 ホンダロック戦                      |              |
| 天皇杯    | 3得点  | 遠藤康         | 2012年9月8日 2回戦 筑波大戦                             |              |
| 天皇杯    | 3得点  | 中村充孝       | 2019年9月25日 ラウンド16 横浜FM戦                       |              |
| 天皇杯    | 3得点  | 上田綺世       | 2021年6月16日 2回戦 YS横浜戦                            |              |
| 天皇杯    | 3得点  | 鈴木優磨       | 2025年6月11日 2回戦 群馬戦                              |              |
| 国際大会  | 4得点  | 平瀬智行       | 1999年3月3日 ACWC 3回戦第2戦 サラワク戦                 |              |
| 国際大会  | 3得点  | 長谷川祥之     | 1999年3月3日 ACWC 3回戦第2戦 サラワク戦                 |              |
| 国際大会  | 3得点  | 柳沢敦         | 1999年10月23日 ACC 2回戦第1戦 バレンシア戦              |              |
| 国際大会  | 3得点  | 鈴木隆行       | 1999年10月23日 ACC 2回戦第1戦 バレンシア戦              |              |
| 国際大会  | 3得点  | マルキーニョス | 2008年3月12日 ACL GL第1戦 クルン・タイ・バンク戦        |              |
| 国際大会  | 3得点  | 大迫勇也       | 2013年8月7日 SBCS サンパウロ戦                          |              |

## 観客

### リーグ戦年度別観客数
| 年度 | 試合 | 総観客  | 平均観客 |
| 1993 | 18   | 252,291 | 14,016   |
| 1994 | 22   | 369,862 | 16,812   |
| 1995 | 26   | 497,665 | 19,141   |
| 1996 | 15   | 230,789 | 15,386   |
| 1997 | 16   | 271,765 | 16,985   |
| 1998 | 17   | 260,866 | 15,345   |
| 1999 | 15   | 255,741 | 17,049   |
| 2000 | 15   | 262,603 | 17,507   |
| 2001 | 15   | 336,377 | 22,425   |
| 2002 | 15   | 323,855 | 21,590   |
| 2003 | 15   | 318,064 | 21,204   |
| 2004 | 15   | 263,777 | 17,585   |
| 2005 | 17   | 316,897 | 18,641   |
| 2006 | 17   | 262,365 | 15,433   |
| 2007 | 17   | 276,058 | 16,239   |
| 2008 | 17   | 335,140 | 19,714   |
| 2009 | 17   | 367,486 | 21,617   |
| 2010 | 17   | 356,430 | 20,966   |
| 2011 | 17   | 274,655 | 16,156   |
| 2012 | 17   | 261,484 | 15,381   |
| 2013 | 17   | 279,115 | 16,419   |
| 2014 | 17   | 300,310 | 17,665   |
| 2015 | 17   | 279,185 | 16,423   |
| 2016 | 17   | 324,759 | 19,103   |
| 2017 | 17   | 347,942 | 20,467   |
| 2018 | 17   | 330,376 | 19,434   |
| 2019 | 17   | 349,678 | 20,569   |
| 2020 | 17   | 104,402 | 06,141   |
| 2021 | 19   | 148,543 | 07,818   |
| 2022 | 17   | 274,729 | 16,161   |
| 2023 | 17   | 374,521 | 22,031   |
| 2024 | 19   | 437,507 | 23,027   |

- 観客の単位: 人

出典: “通算データ 年度別入場者数推移”.   J.LEAGUE Data Site. 2024年12月26日閲覧。

### 観客動員記録
ホームゲーム最多観客動員試合
| 茨城県立カシマサッカースタジアム |          |                |             |              |
| 大会                             | 入場者数 | 試合           | 試合        | 試合         |
| J1                               | 39,684人 | 2003年7月5日   | 1st第11節   | 磐田         |
| Jリーグ杯                        | 19,127人 | 2019年10月13日 | 準決勝第2戦 | 川崎         |
| CS                               | 40,115人 | 2001年12月8日  | 第2戦       | 磐田         |
| ACL                              | 35,022人 | 2018年11月3日  | 決勝第1戦   | ペルセポリス |
| 国立競技場                       |          |                |             |              |
| 大会                             | 入場者数 | 試合           | 試合        | 試合         |
| J1                               | 59,574人 | 2025年5月11日  | 第16節      | 川崎         |
| Jリーグ杯                        | 18,009人 | 1992年9月9日   | GL第2節     | V川崎        |
| CS                               | 53,553人 | 1994年1月16日  | 第1戦       | V川崎        |
| ACL                              | 11,951人 | 2011年5月3日   | GL第5戦     | 上海申花     |

- ホーム扱いの決勝戦は除く。なお年度別の観客動員・試合会場内訳については「鹿島アントラーズの年度別成績一覧」にまとめて記述する。

## ユニフォーム

### ユニフォームカラー
- ディープレッド（アントラーズレッド）

フットボールに対する情熱と茨城県花であるバラの色をイメージしている。

### ユニフォームデザイン
ユニフォームデザインは基本的に2年に1回変更していたが、2010年シーズン以降はビジネス上の理由から毎年デザインを変更している。ユニフォームの右袖には、ホームタウン5市をあしらったホームタウンマークをつけ、背番号の下に名前が入る。2007シーズンに10冠（国内3大大会のタイトル数）を達成し、2008年シーズンから、左胸のエンブレム上に大きな星1つ（10タイトル分）がついた。11冠目以降の星は、従来の左袖につく。胸のスポンサーロゴの上部には、クラブスローガンである「FOOTBALL DREAM」が入れられている（1998年 - 、1997年のみ裾部分に入れられた）。
2018年アジアチャンピオンズリーグ（ACL）の優勝により20冠を達成したため、2019のユニホームからエンブレムの上に星が1つ増え2つになった。
- 1995年のリーグ戦用2ndモデルには、シャツ・シルバー色、パンツ・紺色、ストッキング・シルバー色を採用したが、数戦使用しただけで、シャツ・パンツ・ストッキングをすべて白色に変更している（変更後しばらくは、1993年・1994年に使用した2ndモデルを使用していた）。
- 2006年から2007年までは、2ndモデルはグレーを使用していた。
- 2008年から2009年までは、リーグ初となった横縞（ディープレッド色と紺色）を使用した。
- 2009年はゴールド色の3rdモデルを採用、一部の試合で使用した。
- 2012年はベースカラーを紺色にした2ndモデルを使用した。
- 2013年の2ndモデルのベースカラーを白色に戻した。
- 2017年の1stモデルは、胸はダークネイビー色とディープレッド色の横縞に、ディープレッド色の細い線、袖と背中はダークネイビー色。2ndモデルはピンク色、脇はダークネイビー色。3rdモデルは2016年に2ndとして使用した白色を使用。

### チャンピオンエンブレム
リーグチャンピオンエンブレム
- 前年度のリーグチャンピオンチームには、日本サッカー協会のシンボルであるヤタガラスにJのマークがついたエンブレムを右袖につける。
- 2009シーズンからヤタガラスのエンブレムに代わり、金色のJマークをつけている（初着用は鹿島）。

天皇杯チャンピオンエンブレム
- 天皇杯を制したチームにはEのマークがついたエンブレムをつける。
- 2009年大会からリーグチャンピオン同様ヤタガラスのエンブレムをやめ、天皇杯エンブレムをつけている。

2冠チャンピオンエンブレム
- リーグと天皇杯の2冠を制したチーム[注 1] には、☆マークがついたエンブレムをつける（Jリーグ発足後初は2000年度に達成した鹿島）。
- 2015年からは☆マークをやめ、リーグチャンピオンエンブレムのみをつけている。

### ユニフォームスポンサー
| 掲出箇所   | スポンサー名   | 表記           | 掲出年       | 備考 |
| 胸         | LIXIL          | LIXIL          | 2011年 -     | 1996年 - 2010年は「TOSTEM」表記 2012年 - 2015年は本来の企業ロゴとは異なるデザインのものを掲出。                              |
| 鎖骨       | メルカリ       | mercari        | 2018年 -     | 左右とも掲出 |
| 背中上部   | イエローハット | （帽子マーク） | 1999年 -     | 1995年 - 1998年は袖 1999年 - 2011年は「Yellow Hat」表記                                                                      |
| 背中下部   | 理想科学工業   | RISO           | 2016年 -     | |
| 袖         | 日本製鉄       | NIPPON STEEL   | 2012年10月 - | 1992年 - 1994年、2000年 - 2012年9月は「SUMITOMO METALS」表記） 2012年10月 - 2019年3月は「NIPPON STEEL & SUMITOMO METAL」表記 |
| パンツ前面 | カネカ         | kaneka         | 2021年10月 - | |
| パンツ背面 | 高砂熱学工業   | 高砂熱学       | 2023年3月 -  | |

### ユニフォームサプライヤーの遍歴
- 1992年：エネーレ
- 1993年 - 1996年：ミズノ（リーグ戦）、エネーレ（カップ戦）
- 1997年：アンブロ（リーグ戦）、エネーレ（カップ戦）
- 1998年 - 2001年：エネーレ
- 2002年 - 現在：ナイキ
  - 2016年にはナイキと新たにサプライヤー契約を更新。2017年から推定10年の大型契約となる[44]。

### 歴代ユニフォーム
| FP 1st      |             |             |             |             |
| 1992        | 1993 - 1994 | 1995 - 1996 | 1997        | 1998 - 1999 |
| 2000 - 2001 | 2002 - 2003 | 2004 - 2005 | 2006 - 2007 | 2008 - 2009 |
| 2010        | 2011        | 2012        | 2013        | 2014        |
| 2015        | 2016        | 2017        | 2018        | 2019        |
| 2020        | 2021        | 2022        | 2023        | 2024        |
| 2025 -      |             |             |             |             |
|             |             |             |             |             |

| FP 2nd      |             |             |             |             |
| 1992        | 1993 - 1994 | 1995 - 1996 | 1997        | 1998 - 1999 |
| 2000 - 2001 | 2002 - 2003 | 2004 - 2005 | 2006 - 2007 | 2008 - 2009 |
| 2010        | 2011        | 2012        | 2013        | 2014        |
| 2015        | 2016        | 2017        | 2018        | 2019        |
| 2020        | 2021        | 2022        | 2023        | 2024        |
| 2025 -      |             |             |             |             |
|             |             |             |             |             |

| FP Other |                                |          |          |          |
| 1995 2nd | 2008 - 2009 3rd · 2009 ACL     | 2012 3rd | 2017 3rd | 2019 3rd |
| 2021 3rd | 2024 · 親善試合 · ブライトン戦 |          |          |          |
|          |                                |          |          |          |

### 歴代ユニフォームスポンサー表記
| 年度 | 箇所   | 箇所    | 箇所    | 箇所           | 箇所     | 箇所                          | 箇所            | 箇所       | サプライヤー     |
| 年度 | 胸     | 鎖骨左  | 鎖骨右  | 背中上部       | 背中下部 | 袖                            | パンツ前面      | パンツ背面 | サプライヤー     |
| 1992 | -      | 解禁前  | 解禁前  | -              | 解禁前   | SUMITOMO METALS               | -               | 解禁前     | ennerre          |
| 1993 | -      | 解禁前  | 解禁前  | -              | 解禁前   | SUMITOMO METALS               | -               | 解禁前     | Mizuno / ennerre |
| 1994 | -      | 解禁前  | 解禁前  | TOSTEM         | 解禁前   | SUMITOMO METALS               | -               | 解禁前     | Mizuno / ennerre |
| 1995 | -      | 解禁前  | 解禁前  | TOSTEM         | 解禁前   | Yellow Hat                    | -               | 解禁前     | Mizuno / ennerre |
| 1996 | TOSTEM | 解禁前  | 解禁前  | -              | 解禁前   | Yellow Hat                    | -               | 解禁前     | Mizuno / ennerre |
| 1997 | TOSTEM | 解禁前  | 解禁前  | -              | 解禁前   | Yellow Hat                    | -               | 解禁前     | UMBRO / ennerre  |
| 1998 | TOSTEM | 解禁前  | 解禁前  | -              | 解禁前   | Yellow Hat                    | -               | 解禁前     | ennerre          |
| 1999 | TOSTEM | 解禁前  | 解禁前  | Yellow Hat     | 解禁前   | -                             | -               | 解禁前     | ennerre          |
| 2000 | TOSTEM | 解禁前  | 解禁前  | Yellow Hat     | 解禁前   | SUMITOMO METALS               | -               | 解禁前     | ennerre          |
| 2001 | TOSTEM | 解禁前  | 解禁前  | Yellow Hat     | 解禁前   | SUMITOMO METALS               | -               | 解禁前     | ennerre          |
| 2002 | TOSTEM | 解禁前  | 解禁前  | Yellow Hat     | 解禁前   | SUMITOMO METALS               | -               | 解禁前     | NIKE             |
| 2003 | TOSTEM | 解禁前  | 解禁前  | Yellow Hat     | 解禁前   | SUMITOMO METALS               | -               | 解禁前     | NIKE             |
| 2004 | TOSTEM | 解禁前  | 解禁前  | Yellow Hat     | 解禁前   | SUMITOMO METALS               | -               | 解禁前     | NIKE             |
| 2005 | TOSTEM | 解禁前  | 解禁前  | Yellow Hat     | 解禁前   | SUMITOMO METALS               | プロミス        | 解禁前     | NIKE             |
| 2006 | TOSTEM | 解禁前  | 解禁前  | Yellow Hat     | 解禁前   | SUMITOMO METALS               | プロミス        | 解禁前     | NIKE             |
| 2007 | TOSTEM | 解禁前  | 解禁前  | Yellow Hat     | 解禁前   | SUMITOMO METALS               | プロミス        | 解禁前     | NIKE             |
| 2008 | TOSTEM | 解禁前  | 解禁前  | Yellow Hat     | 解禁前   | SUMITOMO METALS               | -               | 解禁前     | NIKE             |
| 2009 | TOSTEM | 解禁前  | 解禁前  | Yellow Hat     | 解禁前   | SUMITOMO METALS               | 商船三井        | 解禁前     | NIKE             |
| 2010 | TOSTEM | 解禁前  | 解禁前  | Yellow Hat     | 解禁前   | SUMITOMO METALS               | 商船三井        | 解禁前     | NIKE             |
| 2011 | LIXIL  | 解禁前  | 解禁前  | Yellow Hat     | 解禁前   | SUMITOMO METALS               | 商船三井        | 解禁前     | NIKE             |
| 2012 | LIXIL  | 解禁前  | 解禁前  | （帽子マーク） | 解禁前   | SUMITOMO METALS               | 商船三井        | 解禁前     | NIKE             |
| 2013 | LIXIL  | 解禁前  | 解禁前  | （帽子マーク） | 解禁前   | NIPPON STEEL & SUMITOMO METAL | アイフルホーム  | 解禁前     | NIKE             |
| 2014 | LIXIL  | 解禁前  | 解禁前  | （帽子マーク） | 解禁前   | NIPPON STEEL & SUMITOMO METAL | アイフルホーム  | 解禁前     | NIKE             |
| 2015 | LIXIL  | 解禁前  | 解禁前  | （帽子マーク） | 解禁前   | NIPPON STEEL & SUMITOMO METAL | アイフルホーム  | 解禁前     | NIKE             |
| 2016 | LIXIL  | 解禁前  | 解禁前  | （帽子マーク） | RISO     | NIPPON STEEL & SUMITOMO METAL | アイフルホーム  | 解禁前     | NIKE             |
| 2017 | LIXIL  | 解禁前  | 解禁前  | （帽子マーク） | RISO     | NIPPON STEEL & SUMITOMO METAL | アイフルホーム  | 解禁前     | NIKE             |
| 2018 | LIXIL  | mercari | mercari | （帽子マーク） | RISO     | NIPPON STEEL & SUMITOMO METAL | アイフルホーム  | 解禁前     | NIKE             |
| 2019 | LIXIL  | mercari | mercari | （帽子マーク） | RISO     | NIPPON STEEL                  | アイフルホーム  | 解禁前     | NIKE             |
| 2020 | LIXIL  | mercari | mercari | （帽子マーク） | RISO     | NIPPON STEEL                  | アイフルホーム  | -          | NIKE             |
| 2021 | LIXIL  | mercari | mercari | （帽子マーク） | RISO     | NIPPON STEEL                  | merpay / kaneka | CONNECT    | NIKE             |
| 2022 | LIXIL  | mercari | mercari | （帽子マーク） | RISO     | NIPPON STEEL                  | kaneka          | CONNECT    | NIKE             |
| 2023 | LIXIL  | mercari | mercari | （帽子マーク） | RISO     | NIPPON STEEL                  | kaneka          | 高砂熱学   | NIKE             |
| 2024 | LIXIL  | mercari | mercari | （帽子マーク） | RISO     | NIPPON STEEL                  | kaneka          | 高砂熱学   | NIKE             |
| 2025 | LIXIL  | mercari | mercari | （帽子マーク） | RISO     | NIPPON STEEL                  | kaneka          | 高砂熱学   | NIKE             |

- AFCチャンピオンズリーグ及びFIFAクラブワールドカップではスポンサーが1社のみという規定により、2010年までは胸スポンサーの「TOSTEM」、2011年以降は「LIXIL」のみになる。
- 1992年 - 1995年は胸にはスポンサーの代わりに「Antlers」のロゴが入る。

## スタジアム

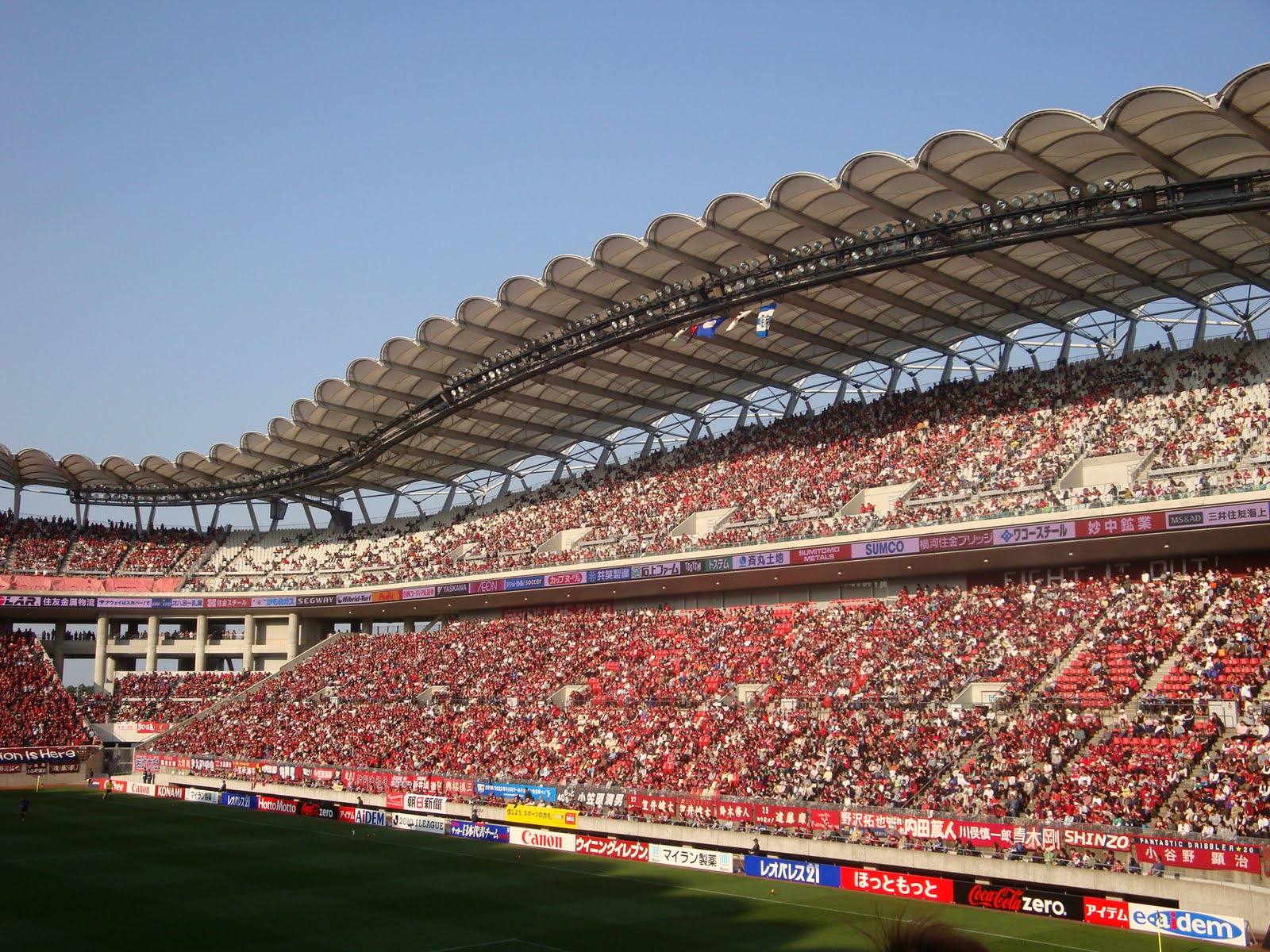
カシマサッカースタジアム

### スタジアムDJ・選手入場曲
- スタジアムDJ
  - 松本浩之
- 選手入場曲
  - SUCESSEO -OBRIGADO!! ZICO-（作曲：BHB 米米CLUB）

SUCESSO（スセッソ）はポルトガル語で「成功」。米米CLUBのシングル「俺色にそまれ」のカップリング曲。

### 広告看板
- ホームゲームにおける広告看板（ゴール裏）は1995年以後、部分的に回転ロール盤を使用している。当初はゴール裏の内側部分だけだったが、1999年以後は外側（スタンドとピッチの中間。カシマサッカースタジアム開催分は客席の最前列）の部分にも使用している。試合時間帯に応じてアントラーズのスポンサーの広告を切り替えて表示している。

### LED帯状映像装置
- 日本のサッカースタジアムでは初となる、アジアでは最長（全長500m）のLED帯状映像装置が2階スタンド最前部の壁面にほぼ1周設置されている[45][46]。
- カラー広告の表示や選手紹介、他会場の途中経過、緊急時の避難誘導などに使用される。

## アカデミー
鹿島アントラーズが創設された1992年から、トップチームでの活躍を目指す選手たちの年代別選抜チームとして、第2種（U-18、高校生年代）の「ユース」、第3種（U-15、中学生年代）の「ジュニアユース」、第4種（U-12、小学生年代）の「ジュニア」が活動している。鹿島アントラーズのアカデミー出身の選手には、曽ヶ端準、野沢拓也、土居聖真、鈴木優磨らがいる。また、育成とサッカーの普及を目的に、幼稚園生以上を対象にした「スクールコース」が茨城県内を中心に17ヶ所で開催されている。

## 地域貢献活動

### ノンフットボールビジネス
運営会社である株式会社鹿島アントラーズ・エフ・シーは、2006年からカシマサッカースタジアムの指定管理者になり、健康事業を目的としたスポーツプラザ「カシマウェルネスプラザ」の運営や茨城大学との提携によるスタジアムの利活用推進にも取り組んでいる。

### フレンドリータウン
ホームタウンの5市（鹿嶋、神栖、潮来、鉾田、行方）のほかに、クラブ独自でフレンドリータウンとしてホームタウン周辺の12市町村と協定を結んでいる。サッカーを通じた地域連携を目的とし、ホームタウン周辺の市町村を対象に年1回ホームゲームへの市民招待やスタジアムでの観光PRイベントの開催、アカデミーのスクール校を開校するなど活動を展開している。
- 茨城県：日立市、かすみがうら市、つくば市、稲敷市、阿見町、美浦村、 土浦市、 牛久市
- 千葉県：成田市、香取市、銚子市、東庄町

### 地域交流
- ホームタウンの5市（鹿嶋、神栖、潮来、鉾田、行方）にある小学校全校を選手が訪問している。
- 毎年10月に鹿嶋市で開催される「鹿嶋まつり」や鹿島神宮での節分祭など、地域イベントに選手やチームスタッフらが参加している。

### 環境活動
- 2006年12月2日のジュビロ磐田戦では、カシマサッカースタジアムで使用する電力にグリーン電力（風力発電、太陽光発電）を利用して開催された[47]。
- 2009年5月10日の清水エスパルス戦で、来場客から回収した食用油を精製し、チームトラックの燃料に活用する取り組みが行われた。また、この取り組みが第3回クールビズ・オブ・ザ・イヤーで「クールビズ・アース2009」を受賞した[48]。

### VISION KA41
2011年、住友金属蹴球団のJリーグ参加を念頭に設立された法人・「株式会社鹿島アントラーズ・エフ・シー」が設立されて満20周年になるにあたり、当時の代表取締役社長の井畑滋は、2041年に予定される法人化50周年に向けた経営ビジョンとして「VISION KA41」を策定した。
「KA」とは、「鹿島アントラーズ」「鹿嶋市・鹿島郡」のイニシャルであるとともに、「経営」という意味も込められている。井畑は「2041年にどのような姿で（法人化）50周年を迎えるべきかを考えたものがこのビジョンです」として、次の5つのビジョンを策定した。
1. 徹底した地域戦略により、地域に支持されるブランドであること
2. 地域を基盤とした育成型クラブであること
3. 世界水準のスタジアムを拠点とすること
4. 世界に挑む強いクラブであり続けること
5. アントラーズファミリーと夢を共有し続けていくこと

それを実現させるため、収益性と効率性の高いクラブ構造を着手するために、次に示す3点を重点的な項目として位置付けて強化を図っていくとした。
1. スタジアムの多様化
2. 選手育成システムの強化
3. 新しいパートナーシップの構築[49]

そして、経営がメルカリに譲渡された2021年に、これの改訂版である「VISION KA41 Update」が策定された。クラブは5つのテーマの基本的な方向性を踏襲しつつ、より具体的な定義をアップデートした内容にバージョンアップさせている。
1. Football - 「世界に挑む強いクラブであり続ける」とした10年前の定義から、「アジアの盟主となり世界を舞台に戦うクラブへ」という目標に引き上げ、育成面の強化を図り、世界基準でプレーできる選手を育てていく
2. Community - 「地域を基盤とした育成型クラブ」の定義を継承しながら、地域と広域の両軸でクラブを中心にした新しいコミュニティーの在り方を作る
3. Brand - 「徹底した地域戦略により、地域に指示される」とした定義から、「ステークホールダーに支持され、ともに成長する」という目標に引き上げ、ステークホールダーとクラブが互いに与し、成長していく関係をさらに追及する
4. Stadium - 2006年策定の「THE DREAM BOX」をさらに磨いていくために、「世界水準のスタジアムであること」にとどまらず、地域とともに進化し、世界に誇れる「THE DREAM BOX」の形を追求していく
5. Dream - 創設時からの原点「チャレンジし続けていくこと」をクラブ全体としてさらに追及し、「Football Dream」を通じて、アントラーズファミリーのそれぞれの夢を共に実現するため、どんな状況においてもチャレンジする姿勢を目指していく[50]

さらに、その一つとして法人化35周年に当たる2026年ごろをめどとして、新スタジアムの建設構想の具体的な方針をまとめることも明らかにした。現在のカシマスタジアムは2011年の東日本大震災や、（鹿島灘の）塩害などにより、安全を維持するための管理・修繕費が膨らんでおり、数年前から新スタジアムの建設構想が上がっていた。
新スタジアムは別の場所に建設するか、現在のスタジアムの改修・建て替えかなどについてはこの構想発表の段階では、移設の場合の建設予定地も含め未定であるが、新スタジアムは防災・福祉・観光の機能、また周辺地域のまちづくりなどの開発なども視野に入れていくとしているほか、現在鹿嶋市粟生にあるクラブハウスを新スタジアムに移設し、現クラブハウスもアカデミーの活動拠点にする計画を持っている。2022年8月には潮来市も新スタジアムを誘致することを表明した。

## メディア

### 試合中継
テレビ中継
- NHK水戸放送局
  - 茨城Jリーグアワー
- スカパー!（-2016）→DAZN（2017-、ネットテレビ）
  - 2009年まではNHKグローバルメディアサービスに委託していたが、2010年からリーグ戦のホームゲームを鹿島が自主制作で配信（協力：ソニービジネスソリューション）。また2013年より新中継設備をカシマスタジアムに導入し、中継車なしでの中継やスタジアムのビジョンを含めた映像の一括管理が可能となっている[53]。
- エフエムかしま
  - FM KASHIMA EXCITING SPORTS（試合開始30分前 - 試合終了後）
- LuckyFM茨城放送
  - IBSスーパーサッカー
- 鹿島アントラーズオフィシャルサイト
  - LIVEアントラーズ - カシマサッカースタジアムで開催されるホームゲームの音声実況中継をインターネット配信

### 公式番組
- スカパー!
  - LIXIL presents ANTLERS REPORT
- いばキラTV
  - ANTLERS REPORT Plus

### 応援番組
テレビ
- NHK水戸放送局
  - いばっチャオ!、茨城ニュース いば6、茨城ニュース845などの番組内で随時放送される。

ラジオ
- エフエムかしま
  - アントラーズスピリッツ
  - アントラーズラウンジ
  - アントラーズ便り

### 作品
- 「プロミスリング 〜鹿島アントラーズ物語〜」（1993年、バンダイビジュアル） - オリジナルビデオドラマ。Jリーグ初優勝に輝いたチームを支えた人々を実話をもとにして作成されたドキュメンタリードラマ。
  - 出演 - 中野英雄、かとうれいこ、竹内力、春田純一、相川恵里、竜雷太、柳葉敏郎、風間トオル、ジーコ、アルシンド
  - スタッフ - 監督：小野原和宏、脚本：稲葉一広、撮影：北山善弘、音楽：石田勝範
- 「FOOTBALL DREAM　鹿島アントラーズの栄光と苦悩」（2022年） - 　長編ドキュメンタリーシリーズ。Blu-ray＆DVDおよび配信。

### その他
新聞・情報誌
- 茨城新聞
- 月刊アントラーズフリークス（オフィシャルショップ、オンラインショップにて販売）
- ヴァモス Antlers（マッチデープログラム。試合日にスタジアムで配布）

## eスポーツ
2020年1月15日、eスポーツチーム設立を発表。併せて、2018-19シーズン時点で世界ランキング24位にランクしたナスリの加入も発表した。eスポーツが国内・海外共に年々成長・発展を続ける中で世界一のクラブを目指すため、新たな事業として取り組むとしている。

## その他

### キャンプ地
春季キャンプは1998年より宮崎県宮崎市の宮崎県総合運動公園陸上競技場で行われている。また、1993年はイタリア、1994年は沖縄県、1995年から1997年まではブラジルで行われた。

### クラブショップ
- クラブハウス店（茨城県鹿嶋市・アントラーズクラブハウス1階）
- スタジアム店（茨城県鹿嶋市・カシマサッカースタジアムコンコース売店 試合開催日のみ営業）

### クラブマスコット
- しかお
- しかこ
- アントン

## サポーター・ファンクラブ

### ファンクラブ
「SOCIO」、「シーズンチケット」、「レギュラー」、「ジュニア」の4種類がある。その中でも「レギュラー」が一般的な会員カテゴリで、会員数が最も多い。
また、各カテゴリーと掛け持ちで入会できる「アカデミーサポートクラブ」もある。
特典として月刊アントラーズフリークスの送付やホームゲームチケットの先行割引販売、グッズの割引販売、グッズ・チケットの購入時やホームゲーム来場時などに付与されるポイントシステムなどがある。なお、2025シーズンより月間FREAKSが廃止され、有料サイトとなる。

### サポーター
サポーター集団「IN.FIGHT」が、1991年の鹿島アントラーズ創設時から鹿島サポーターの中心として活動を続けている。
鹿島サポーターは熱狂的であるが、それが故にトラブルを引き起こすサポーターも一部存在している。
2008年9月20日、柏レイソル戦にて鹿島ゴール裏サポーターが、ピッチにいる柏の選手に向けてフラッグを振り回し、柏の選手を攻撃した。このことにより当該サポーターは無期限観戦禁止処分が課せられた。
2021年10月2日、違反行為をした鹿島サポーターの処分を発表した。違反行為は、2日に行われたJ1リーグ第31節の横浜FC戦で発生。試合終了後に、南側ゴール裏のサポーターが選手が挨拶に向かった際に、サポーターがスタンド最前のセキュリティフェンスを乗り越えて横断幕の掲出や、運営スタッフに対して威嚇行為、会場運営の妨げになる行為を行った。
2023年4月4日、同月1日にカシマスタジアムで行われたJ1リーグ第6節サンフレッチェ広島戦で違反行為をしていた鹿島サポーター1人にホームゲーム2試合の入場禁止（ホームゲーム入場禁止期間に開催されるアウェイゲームも含む）処分を下したと発表した。鹿島の発表によると、当該サポーターは鹿島が1-2で敗れた試合後、広島サポーターが陣取るアウェー専用シートのセキュリティエリアへ侵入し、会場運営の妨げになる行為をした。同年9月12日、鹿島サポーター1名による違反行為が報告された。カシマスタジアムにて行われたJリーグYBCルヴァンカップ準々決勝セカンドレグ名古屋戦において、鹿島サポーター1名による運営スタッフに対する威嚇および暴行行為、会場運営の妨げになる行為を確認した。当該者には、ホームゲームおよびアウェイゲームへの無期限入場禁止処分を科したことも報告している。更に4日後の9月16日、カシマスタジアムで開催されたJ1第27節C大阪戦において、試合の前半、メインスタンド内からピッチに向かってペットボトルを投げ込んだ鹿島サポーターが処分された。

## 決算
鹿島アントラーズの決算は、つぎのとおり。

### 損益
| 年度 | 収入  | 広告料 | 入場料 | 配分 | その他 | 費用  | 事業費 | 人件費 | 管理費 | 利益 | 純利益 |
| 2005 | 3,156 | 1,045  | 690    | 401  | 1,020  | 3,155 | 2,342  | 1,368  | 723    | 1    | -17    |
| 2006 | 3,381 | 1,262  | 597    | 346  | 1,176  | 3,536 | 2,585  | 1,564  | 951    | -155 | -251   |
| 2007 | 3,983 | 1,667  | 636    | 503  | 1,177  | 3,805 | 2,850  | 1,736  | 955    | 178  | 162    |
| 2008 | 4,180 | 1,664  | 675    | 509  | 1,332  | 4,063 | 3,118  | 1,850  | 945    | 117  | 52     |
| 2009 | 4,408 | 1,655  | 774    | 507  | 1,472  | 4,303 | 3,253  | 1,913  | 1,050  | 105  | 32     |
| 2010 | 4,466 | 1,561  | 747    | 480  | 1,678  | 4,449 | 3,816  | 2,004  | 633    | 17   | 14     |

- 金額の単位: 百万円
- 人件費は事業費に含まれる。

出典: 各年度のJ1 クラブ決算一覧。
2005、
2006、
2007、
2008、
2009、
2010
| 年度 | 収益  | 広告料 | 入場料 | 配分 | 育成 | その他 | 費用  | 人件費 | 試合 | トップ | 育成 | 女子 | 販売  | 利益 | 純利益 |
| 2011 | 4,165 | 1,839  | 754    | 252  | 233  | 1,087  | 4,378 | 2,066  | 360  | 351    | 144  | 0    | 1,457 | -213 | -220   |
| 2012 | 4,160 | 1,935  | 720    | 247  | 270  | 988    | 4,238 | 1,888  | 358  | 302    | 173  | 0    | 1,517 | -78  | -68    |
| 2013 | 4,122 | 1,864  | 748    | 235  | 269  | 1,006  | 4,081 | 1,701  | 384  | 310    | 166  | 0    | 1,520 | 41   | 78     |
| 2014 | 4,003 | 1,831  | 788    | 222  | 266  | 896    | 3,975 | 1,562  | 314  | 295    | 159  | 0    | 1,645 | 28   | 21     |
| 2015 | 4,311 | 1,861  | 788    | 222  | 285  | 1,155  | 4,652 | 2,023  | 338  | 300    | 166  | 0    | 1,825 | -341 | -344   |

- 金額の単位: 百万円

出典: 各年度のJ1 クラブ決算一覧。
2011、
2012、
2013、
2014、
2015
| 年度 | 収益  | 広告料 | 入場料 | 配分 | 育成 | 物販 | その他 | 費用  | 人件費 | 試合 | トップ | 育成 | 女子 | 物販 | 販売  | 利益 | 純利益 |
| 2016 | 5,582 | 1,958  | 869    | 232  | 283  | 540  | 1,700  | 4,825 | 1,929  | 372  | 444    | 149  | 0    | 428  | 1,503 | 757  | 610    |
| 2017 | 5,228 | 1,917  | 894    | 537  | 276  | 699  | 905    | 5,367 | 2,382  | 400  | 336    | 165  | 0    | 483  | 1,601 | -139 | -138   |
| 2018 | 7,330 | 2,156  | 978    | 806  | 290  | 839  | 2,261  | 6,746 | 3,157  | 524  | 599    | 169  | 0    | 600  | 1,697 | 584  | 426    |
| 2019 | 6,768 | 2,303  | 996    | 775  | 257  | 842  | 1,595  | 6,673 | 2,936  | 518  | 377    | 178  | 0    | 620  | 2,044 | 95   | 3      |
| 2020 | 4,797 | 2,061  | 475    | 843  | 196  | 682  | 540    | 5,746 | 2,550  | 338  | 341    | 125  | 0    | 499  | 1,893 | -949 | -945   |
| 2021 | 6,603 | 2,511  | 581    | 578  | 239  | 695  | 1,999  | 6,545 | 2,868  | 425  | 469    | 145  | 0    | 534  | 2,104 | 58   | 8      |

- 金額の単位: 百万円

出典: 各年度のJ1 クラブ決算一覧。
2016、
2017、
2018、
2019、
2020、
2021
| 年度 | 収益  | 広告料 | 入場料 | 配分 | 育成 | 物販 | その他 | 費用  | 人件費 | 試合 | トップ | 育成 | 女子 | 物販 | その他 | 販売  | 利益 | 純利益 |
| 2022 | 6,116 | 2,608  | 801    | 432  | 208  | 761  | 1,306  | 4,986 | 2,998  | 367  | 426    | 367  | 0    | 580  | 248    | 1,946 | -816 | -677   |
| 2023 | 6,462 | 2,418  | 1,201  | 333  | 259  | 893  | 1,358  | 4,780 | 2,532  | 368  | 378    | 446  | 0    | 693  | 363    | 1,997 | -315 | -311   |

- 金額の単位: 百万円

出典: 各年度のJ1 クラブ決算一覧。
2022、
2023

### 資産
鹿島アントラーズは2002年に累積損失を一掃するため増資をした。それ以来、資本金は15億7千万円となっていた。
2022年にメルカリおよびLIXILによる第三者割当増資引受 により、資本金は22億5736万円となった。
| 年度 | 総資産 | 総負債 | 純資産 | 資本金 |
| 2005 | 2,113  | 320    | 1,792  | 1,570  |
| 2006 | 1,885  | 344    | 1,540  | 1,570  |
| 2007 | 2,337  | 635    | 1,702  | 1,570  |
| 2008 | 2,387  | 632    | 1,754  | 1,570  |
| 2009 | 2,471  | 684    | 1,787  | 1,570  |
| 2010 | 2,561  | 760    | 1,801  | 1,570  |
| 2011 | 2,142  | 562    | 1,580  | 1,570  |
| 2012 | 2,085  | 573    | 1,512  | 1,570  |
| 2013 | 2,139  | 549    | 1,590  | 1,570  |
| 2014 | 2,186  | 575    | 1,611  | 1,570  |
| 2015 | 1,921  | 654    | 1,267  | 1,570  |
| 2016 | 3,021  | 1,143  | 1,878  | 1,570  |
| 2017 | 2,667  | 927    | 1,740  | 1,570  |
| 2018 | 3,371  | 1,205  | 2,166  | 1,570  |
| 2019 | 3,984  | 1,815  | 2,169  | 1,570  |
| 2020 | 4,021  | 2,797  | 1,224  | 1,570  |
| 2021 | 4,936  | 3,757  | 1,179  | 1,570  |
| 2022 | 5,269  | 3,395  | 1,874  | 2,257  |
| 2023 | 4,943  | 3,378  | 1,565  | 2,257  |

- 金額の単位: 百万円

出典: 各年度のJ1 クラブ決算一覧。
2005、
2006、
2007、
2008、
2009、
2010、
2011、
2012、
2013、
2014、
2015、
2016、
2017、
2018、
2019、
2020、
2021、
2022、
2023